# Borge og slotte i England
Denne liste over borge og slotte i England er ikke en liste over alle bygninger og steder, hvor ordet ”castle” indgår i navnet eller en liste over bygninger, som er en borg i middelalderlig henseende. Det er heller ikke en liste over alle borge og slotte, der nogensinde er bygget i England: Mange er forsvundet sporløst, men er hovedsageligt en liste over bygninger og ruiner . De bygninger, som er bevaret, er alle blevet ændret i løbet af historien.
Borge og slotte, der er forsvundet eller hvis rester knap er synlige, er ikke med på listen, bortset fra visse vigtige eller velkendte bygninger eller steder. Fæstninger fra før middelalderen er ikke på listen, og ej heller follyer. Det er vanskeligt at identificere en fast grænse mellem de to gruppe bygninger, hvoraf den ene skal på listen, og dem som ikke skal. Kriterierne for at være med på listen: hvor meget der er bevaret fra middelalderen, hvor stærkt befæstet bygninger var, hvor borg-agtig de bevarede bygninger er, om bygningen har titlen ”castle”, hvor sikkert det er, at det stod en borg der i middelalderen, eller om de bevarede dele er fra middelalderen, hvor velkendt eller interessant bygninger er, og om man ved at medtage eller fjerne bygningen kan gøre listen bedre.
For at kunne skabe en liste, er det nødvendigt at opsætte grænser. Castellarium Anglicanum, et stort værk om borge i England og Wales fra 1983, har over 1500 borgsteder i Wales og England. Mange af dem er forsvundet, eller også er der stort set intet tilbage. Denne liste inkluderer mere end 800 middelalderlige borge, hvor der findes synlige dele. De 300 har store dele bevaret i sten eller mursten.

## Bedfordshire
Borge og slotte som kun eksisterer som jordvolde, fragmenter eller intet er bevaret:
- Bedford Castle†;
- Biggleswade Castle
- Bletsoe Castle
- Cainhoe Castle
- Chalgrave Castle
- Eastcotts Castle
- Etonbury Castle
- Flitwick Castle
- Higham Gobion Castle
- Odell Castle
- Old Warden Castle
- Podington Castle
- Renhold Castle
- Risinghoe Castle
- Thurleigh Castle
- Tilsworth Castle
- Toddington Castle
- Totternhoe Castle
- Yielden Castle

† Bedford Castle blev revet ned efter en veldokumenteret 8-ugers belejring af Henrik 3., med omkring 2000 mænd i 1224.
| Navn            | Type               | Dato        | Stand               | Billede | Ejerskab / Adgang | Noter                                                     |
| --------------- | ------------------ | ----------- | ------------------- | ------- | ----------------- | --------------------------------------------------------- |
| Someries Castle | Befæstet herregård | 1400-tallet | Rester i fragmenter |         | HC                | Mursten, ufærdigt, portbygning og kapel i ruiner survive. |

## Berkshire
Borge og slotte som kun eksisterer som jordvolde, fragmenter eller intet er bevaret:
- Beaumys Castle
- Newbury Castle
- Hampstead Norris Castle
- West Woodhay Castle
- Yattendon Castle

| Navn              | Type            | Dato           | Stand    | Billede | Ejerskab / Adgang | Noter                                                                                               |
| ----------------- | --------------- | -------------- | -------- | ------- | ----------------- | --------------------------------------------------------------------------------------------------- |
| Donnington Castle | Borg eller slot | c. 1386        | Fragment |         | EH                | Bygget af Richard Abberbury den ældre, ødelagt under den engelske borgerkrig. Porthuset er bevaret. |
| Windsor Castle    | Keep og bailey  | 11–1800-tallet | Intakt   |         | Royal palace      | Restaureret og udvidet af James Wyatt og Jeffry Wyattville, 1800–30.                                |

## Bristol
Borge og slotte, hvor kun rester findes inkluderer:
- Bristol Castle

## Buckinghamshire
Borge og slotte som kun eksisterer som jordvolde, fragmenter eller intet er bevaret:
- Bolbec Castle
- Bradwell Castle
- Buckingham Castle
- Castlethorpe Castle
- Cublington Castle
- Desborough Castle
- Ellesborough Castle (Cymbeline's Mount)
- Lavendon Castle
- Little Kimble Castle
- Little Missenden Castle
- Weston Turville Castle
- Wolverton Castle

| Navn            | Type               | Dato    | Stand    | Billede | Ejerskab / Adgang | Noter                                                                                         |
| --------------- | ------------------ | ------- | -------- | ------- | ----------------- | --------------------------------------------------------------------------------------------- |
| Boarstall Tower | Befæstet herregård | c. 1312 | Fragment |         | ENT               | Voldgraver. Porthuset er bevaeret. Ændriget i 15-1600-tallet, omdannet til hus i 1900-tallet. |

## Cambridgeshire
Borge og slotte som kun eksisterer som jordvolde, fragmenter eller intet er bevaret:
- Aldreth Castle
- Bourn Castle
- Burwell Castle
- Cambridge Castle
- Castle Camps
- Cheveley Castle
- Eaton Socon Castle
- Ely Castle
- Huntingdon Castle
- John O'Gaunt's Castle
- Maxey Castle
- Peterborough Castle
- Woodwalton Castle

| Navn                | Type               | Dato           | Stand             | Billede | Ejerskab / Adgang           | Noter                                                                                                   |
| ------------------- | ------------------ | -------------- | ----------------- | ------- | --------------------------- | --- |
| Buckden Palace      | Befæstet herregård | 12–1400-tallet | Fragment          |         | Claretian conference centre | Omdøbt Buckden Towers, delvist nedrevet og rester inkorporeret i 1800-tallet.                           |
| Elton Hall          | Befæstet herregård | c. 1477        | Fragment          |         | HH                          | Portbygningen overlever. Inkorporeret i en bygning i 1662–1689, ombygget og udvidet i 1700-1800-tallet. |
| Kimbolton Castle    | Castellated house  | 16–1700-tallet | Intakt            |         | School                      | Sted for middelalderlig borg, genopført og senere ombygget af Sir John Vanbrugh 1707–10.                |
| Kirtling Tower      | Befæstet herregård | c. 1530        | Fragment          |         | NGS                         | 1500-tals portbygning, hvor der efter sigende skulle være en angelsaksisk borg med voldgrav.            |
| Longthorpe Tower    | Beboelsestårn      | 1263–1300      | Intakt            |         | EH                          | Detaljerede billeder af de middelalderlige vægmalerier.                                                 |
| Northborough Castle | Befæstet herregård | 1330–40        | Fragment          |         | Privat                      | Portbygning og hall er bevaret med ændringer fortaget i 1500- og 1600-tallet.                           |
| Woodcroft Castle    | Firkantet borg     | c. 1280        | Beboelig fragment |         | Privat                      | Vestdelen af den oprindelige bygning er bevaret med ændringer.                                          |

## Cheshire
Borge og slotte som kun eksisterer som jordvolde, fragmenter eller intet er bevaret:
- Aldford Castle
- Dodlestone Castle
- Frodsham Castle
- Kingsley Castle
- Macclesfield Castle
- Malpas Castle
- Nantwich Castle
- Newhall Tower
- Northwich Castle
- Oldcastle
- Pulford Castle
- Shipbrook Castle
- Shocklach Castle
- Shotwick Castle
- Warrington Castle

| Navn                | Type                        | Dato           | Stand                | Billede | Ejerskab / Adgang        | Noter |
| ------------------- | --------------------------- | -------------- | -------------------- | ------- | ------------------------ | --- |
| Beeston Castle      | Enclosure castle            | 12–1300-tallet | Ruiner               |         | EH                       | Ligger bag Cheshire Plain, 1800-tals yder portbygning.                                                       |
| Chester Castle      | Keep og bailey              | 1100-tallet    | Fragment             |         | EH                       | Agricola tower er den eneste del af den middelalderlige borg, der står tilbage efter en brand i 1700-tallet. |
| Cholmondeley Castle | Nyromantisk borg eller slot | 1801–19        | Intakt               |         | Marquess of Cholmondeley | Omdannet til et slot af Smirke, 1817–19.                                                                     |
| Doddington Castle   | Beboelsestårn               | c. 1403        | Hovedsageligt intakt |         | Privat                   | Også kendt som Delves Hall. Building At Risk.                                                                |
| Halton Castle       | Borg eller slot             | 1200-tallet    | Rester i fragmenter  |         | Duchy of Lancaster       | 1200-tals tårn, 1700-tals bygning, folly ca. 1800.                                                           |
| Peckforton Castle   | Nyromantisk borg eller slot | 1844–50        | Intakt               |         | Hotel                    | Af Anthony Salvin, muligvis det sidste seriøst befæstede hjem, der blev bygget i Storbritannien.             |

## County Durham
Borge og slotte hvor kun jordvolde eller rester er bevaret inkluderer:
- Bishopton Castle
- Cotherstone Castle
- Dalden Tower
- Ludworth Tower
- Streatlam Castle

| Navn              | Type                        | Dato           | Stand               | Billede | Ejerskab / Adgang             | Noter |
| ----------------- | --------------------------- | -------------- | ------------------- | ------- | ----------------------------- | --- |
| Auckland Castle   | Keep og bailey              | 11–1500-tallet | Rebuilt             |         | Church of England             | Hovedsageligt fra 1500-tallet, fragmenter fra den middelalderliger borg er bearet. Stedet hvor biskoppen af Durham boede. |
| Barnard Castle    | Keep og bailey              | 10–1300-tallet | Ruiner              |         | EH                            | [ 22 ] |
| Bowes Castle      | Keep                        | 1100-tallet    | Rester i fragmenter |         | EH                            | Ruiner af keep er bevaret.                                                                                                |
| Brancepeth Castle | Keep og bailey              | 13–1800-tallet | Reconstructed       |         | Privat                        | Store dele af den middelalderlige bygning er bevaret, inklusive 5 tårne inkorporeret i 1800-tals genopbygning.            |
| Durham Castle     | Keep og bailey              | 10–1300-tallet | Rebuilt             |         | University College, Durham    | Ændret meget under de kontinuerlige besættelser siden 1072.                                                               |
| Lambton Castle    | Nyromantisk borg eller slot | c. 1820–8      | Intakt              |         | Bryllupssted / Jarl af Durham | Senere tilføjelser blev revet ned.                                                                                        |
| Lumley Castle     | Firkantet borg              | c. 1392        | Intakt              |         | Hotel / Jarl af Scarbrough    | Altered c. 1580 and 1721.                                                                                                 |
| Mortham Tower     | Befæstet herregård          | 13–1500-tallet | Intakt              |         | Privat                        | 1400-talts tårn, tidligere i Yorkshire.                                                                                   |
| Raby Castle       | Borg eller slot             | 11–1300-tallet | Intakt              |         | Lord Barnard                  | Ændret i 17-1800-tallet.                                                                                                  |
| Raby Old Lodge    | Beboelsestårn               | 1500-tallet    | Restaureret         |         | Feriebeboelse                 | Probably built as a hunting lodge for the Neville family of Raby Castle.                                                  |
| Scargill Castle   | Beboelsestårn               | 12–1400-tallet | Fragment            |         | Privat, farm                  | Blandt landbrugsbygninger.                                                                                                |
| Walworth Castle   | Folly-borg                  | c. 1600        | Restaureret         |         | Hotel                         | Sydvesttårnet og den tilstødende mur er muligvis middelalderlig.                                                          |
| Witton Castle     | Borg eller slot             | c. 1410        | Restaureret         |         | Caravan site                  | Udvidet i 1790–95. |

## Cornwall
Borge og slotte hvoraf kun lidt eller intet er tilbage inkluderer:
- Bossiney Castle
- Bottreaux Castle
- Cardinham Castle
- Helston Castle
- Liskeard Castle
- Penstowe Castle
- Upton Castle

| Navn                  | Type                        | Dato           | Stand               | Billede | Ejerskab / Adgang     | Noter |
| --------------------- | --------------------------- | -------------- | ------------------- | ------- | --------------------- | --- |
| Caerhays Castle       | Nyromantisk borg eller slot | 1807–10        | Intakt              |         | HH                    | Bygget i 1808 af John Nash.                                                                                                |
| Carn Brea Castle      | Folly-borg                  | 14–1800-tallet | Intakt              |         | Restaurant            | Mulig middelalderlig jagthytte genopbygget i 17-1800-tallet.                                                               |
| Ince Castle           | Semi-befæstet hus           | c. 1640        | Intakt              |         | NGS                   | Huset blev muligvis brugt mod rundhovederne i 1646.                                                                        |
| Launceston Castle     | Keep og bailey              | 10–1200-tallet | Ruiner              |         | EH                    | [ 37 ] |
| Pendennis Castle      | Artillerifort               | 1540–98        | Intakt              |         | EH                    | Withstood 5-month siege in 1646.                                                                                           |
| Pengersick Castle     | Befæstet herregård          | c. 1510        | Fragment            |         | HH                    | 4-etagers tårn står stadig med senere bygning.                                                                             |
| Place House, Fowey    | Beboelsestårn               | 14–1800-tallet | Rebuilt             |         | Privat                | Det oprindelig beboelsestårn blev forsvaret mod franskmændene i 1475, og det blev yderligere befæstet og senere genopført. |
| Restormel Castle      | Skalkeep                    | 11–1200-tallet | Ruiner              |         | EH                    | [ 41 ] |
| St Catherine's Castle | Artillerifort               | 1538–40        | Ruiner              |         | EH                    | Ved udmundingen Fowey. |
| St. Mawes Castle      | Artillerifort               | 1540–3         | Intakt              |         | EH                    | Stedet kan ikke forsvares fra land.                                                                                        |
| St. Michael's Mount   | Befæstet sted               | 11–1600-tallet | Subseget intakt     |         | ENT                   | Borg eller slot og klosterkirke med en enkelt bygning.                                                                     |
| Tintagel Castle       | Dobbeltbailey               | 1227–33        | Rester i fragmenter |         | EH                    | [ 45 ] |
| Trematon Castle       | Skalkeep                    | 11–1200-tallet | Ruiner              |         | Hertugdømmet Cornwall | [ 46 ] |

## Cumbria
Borge eller slotte hvoraf kun jordvolde, rester eller ingen spor er bevaret inkluderer:
- Aldingham Moat Hill
- Castle Howe (Kendal)
- Castle Howe (Tebay)
- Egremont Castle
- Haresceugh Castle
- Hartley Castle
- Hayes Castle
- High Head Castle
- Kirkoswald Castle
- Lammerside Castle
- Liddel Strength
- Maryport Castle
- Netherhall Tower
- Pennington Castle
- Sedbergh Castle
- Triermain Castle

| Navn                    | Type                        | Dato           | Stand                | Billede | Ejerskab / Adgang              | Noter |
| ----------------------- | --------------------------- | -------------- | -------------------- | ------- | ------------------------------ | --- |
| Appleby Castle          | Keep og bailey              | 11–1600-tallet | Restaureret          |         | Privat                         | Restaureret i 1600-tallet af Lady Anne Clifford.                                                                           |
| Armathwaite Castle      | Beboelsestårn               | 1400-tallet    | Intakt               |         | Privat                         | Inkorporeret i senere bygninger.                                                                                           |
| Arnside Tower           | Beboelsestårn               | 1400-tallet    | Ruiner               |         | Privat                         | Fritstående beboelsestårn.                                                                                                 |
| Askerton Castle         | Borg eller slot             | 13–1500-tallet | Restaureret          |         | Privat, gård                   | Ændret af Anthony Salvin.                                                                                                  |
| Beetham Hall            | Befæstet herregård          | 1300-tallet    | Delvist i ruiner     |         | Privat                         | [ 51 ] |
| Bewcastle Castle        | Courtyard castle            | 13–1400-tallet | Ruiner i fragmenter  |         | HC                             | Ligger inde i romersk fort.                                                                                                |
| Bewley Castle           | Befæstet herregård          | 12–1300-tallet | Ruiner i fragmenter  |         | Privat                         | Tidligere beboelse for Biskoppen af Carlisle.                                                                              |
| Blencow Hall            | Befæstet hus                | 14–1500-tallet | Intakt               |         | Feriebeboelse                  | Ændret i 1590. |
| Brackenburgh Old Tower  | Pele tower                  | 13–1400-tallet | Hovedsageligt intakt |         | Privat                         | Støder op til et hus fra 1800-tallet.                                                                                      |
| Brackenhill Tower       | Beboelsestårn               | 1586           | Intakt               |         | Feriebeboelse                  | Restaureret i 2000-tallet.                                                                                                 |
| Branthwaite Hall        | Pele tower                  | 13–1400-tallet | Intakt               |         | Privat                         | 1600-tals tilføjelser. |
| Brough Castle           | Keep og bailey              | 10–1300-tallet | Ruiner               |         | EH                             | Restaureret in 1659–62 af Lady Anne Clifford.                                                                              |
| Brougham Castle         | Keep og bailey              | 12–1300-tallet | Ruiner               |         | EH                             | Ændret til country house i 1600-tallet af Lady Anne Clifford.                                                              |
| Brougham Hall           | Befæstet herregård          | 12–1800-tallet | Ruiner               |         | Crafts centre                  | Ruiner af 1800-tals hus inkorporeret i den tidligere bygning.                                                              |
| Broughton Tower         | Pele tower                  | 1300-tallet    | Intakt               |         | Skole                          | Inkorporeret i senere bygning.                                                                                             |
| Burneside Hall          | Beboelsestårn               | 1300-tallet    | Ruiner               |         | Privat                         | [ 62 ] |
| Carlisle Castle         | Keep og bailey              | 11–1400-tallet | Hovedsageligt intakt |         | EH                             | Ændret til barakker i 1800-tallet.                                                                                         |
| Catterlen Hall          | Beboelsestårn               | 1400-tallet    | Intakt               |         | Privat                         | Senere ændringer. |
| Clifton Hall            | Pele tower                  | 1500-tallet    | Hovedsageligt intakt |         | EH                             | Brugt til landsbrugsbygning indtil 1973.                                                                                   |
| Cockermouth Castle      | Enclosure castle            | 12–1300-tallet | Delvist restaureret  |         | Privat                         | 1800-tals tilføjelse. |
| Corby Castle            | Beboelsestårn               | 1200-tallet    | Rebuilt              |         | Privat                         | Gemt inde i georgiansk herregårdsbygning.                                                                                  |
| Dacre Castle            | Beboelsestårn               | 1300-tallet    | Restaureret          |         | Privat                         | Restaureret i 1600- og 1800-tallet.                                                                                        |
| Dalston Hall            | Befæstet hus                | 1400-tallet    | Intakt               |         | Hotel                          | Senere tilføjelser. |
| Dalton Castle           | Pele tower                  | 1300-tallet    | Restaureret          |         | ENT                            | Ombygget c. 1704 og 1856.                                                                                                  |
| Drawdykes Castle        | Beboelsestårn               | 1300-tallet    | Intakt               |         | Privat, farm                   | Oprindeligt tårn med tidlig klassisk revival-facade.                                                                       |
| Drumburgh Castle        | Beboelsestårn               | 1300-tallet    | Beboelig             |         | Privat                         | Omdannet til landbrugsbygning.                                                                                             |
| Gleaston Castle         | Enclosure castle            | 1300-tallet    | Rester i fragmenter  |         | Privat                         | Opgivet i 1400-tallet. |
| Greystoke Castle        | Borg eller slot             | 13–1800-tallet | Rebuilt              |         | Bryllupssted                   | Genopbygget til at inkorporeret 1300-talsbygning, ombygget i 1840 Anthony Salvin.                                          |
| Harbybrow Tower         | Pele tower                  | 1400-tallet    | Ruin                 |         | Privat                         | Støder op til et gårdhus fra 1800-tallet.                                                                                  |
| Hayton Castle           | Beboelsestårn               | 13–1400-tallet | Hovedsageligt intakt |         | Privat                         | Borg eller slot converted to house.                                                                                        |
| Hazelslack Tower        | Pele tower                  | 1300-tallet    | Ruiner               |         | Privat                         | Nær Arnside. |
| Howgill Castle          | Beboelsestårn               | 1300-tallet    | Hovedsageligt intakt |         | Privat                         | Ændret og omdannet i 17–1700-tallet.                                                                                       |
| Hutton-in-the-Forest    | Pele tower                  | 13–1800-tallet | Intakt               |         | HH                             | Stor udvidelse med country house.                                                                                          |
| Hutton John             | Pele tower                  | 1300-tallet    | Intakt               |         | HH                             | Senere ændringer og tilføjelse.                                                                                            |
| Ingmire Hall            | Pele tower                  | 15–1900-tallet | Rebuilt              |         | Private lejligheder            | Inkorporeret i en stort herregård som hovedsagelig stammer fra 1800-tallet.                                                |
| Isel Hall               | Beboelsestårn               | 13–1400-tallet | Intakt               |         | HH                             | Senere tilføjelser. |
| Kendal Castle           | Ringvold                    | 11–1300-tallet | Rester i fragmenter  |         | HAL                            | [ 83 ] |
| Kentmere Hall           | Pele tower                  | 1300-tallet    | Intakt               |         | Privat                         | [ 84 ] |
| Kirkandrews Tower       | Pele tower                  | 1500-tallet    | Intakt               |         | Privat                         | [ 85 ] |
| Linstock Castle         | Beboelsestårn               | 11–1200-tallet | Hovedsageligt intakt |         | Privat                         | Ændret og ombygget i 17–1900-tallet.                                                                                       |
| Lowther Castle          | Nyromantisk borg eller slot | 1806–14        | Ruiner               |         | HH                             | Skal af 1800-tals fæstning Smirke, på stedet for en middelalderlig hal.                                                    |
| Middleton Hall          | Befæstet herregård          | 1300-tallet    | Beboelig             |         | Privat                         | ÆNdret og udvidet fra 1400- til 1800-tallet.                                                                               |
| Millom Castle           | Borg eller slot             | 1300-tallet    | Ruiner               |         | HC                             | 1400- til 1600-tals gårdbygning bygget i ruinerne.                                                                         |
| Muncaster Castle        | Beboelsestårn               | 12–1300-tallet | Restaureret          |         | HH                             | Omdannet af Anthony Salvin, hjem for Tom Fool, 1500-tals hofnar.                                                           |
| Naworth Castle          | Keep og bailey              | 12–1500-tallet | Restaureret          |         | Wedding venue Jarl af Carlisle | Ændret og restaureret i 1700- og 1800-tallet.                                                                              |
| Newbiggin Hall          | Fortified house             | 14–1500-tallet | Intakt               |         | Privat                         | Ombygget af Anthony Salvin.                                                                                                |
| Pendragon Castle        | Beboelsestårn               | 11–1300-tallet | Rester i fragmenter  |         | HC                             | [ 93 ] |
| Penrith Castle          | Borg eller slot             | 13–1400-tallet | Rester i fragmenter  |         | EH                             | [ 94 ] |
| Piel Castle             | Borg eller slot             | 13–1400-tallet | Ruiner               |         | EH                             | Også kendt som Fouldrey Castle.                                                                                            |
| Prior's Tower, Carlisle | Pele tower                  | 1400-tallet    | Intakt               |         | Church of England              | Del af dekanat sammen med senere bygning.                                                                                  |
| Rose Castle             | Firkantet borg              | 14–1500-tallet | Restaureret          |         | Church of England              | Ombygget til privat hus i 1600-tallet, hjem for biskoppen af Carlisle indtil 2011.                                         |
| Scaleby Castle          | Beboelsestårn               | 12–1400-tallet | Delvist i ruiner     |         | Privat                         | Inkorporeret i senere hus.                                                                                                 |
| Sizergh Castle          | Beboelsestårn               | 13–1500-tallet | Restaureret          |         | ENT                            | Ændret i 1700- til 1900-tallet.                                                                                            |
| Toppin Castle           | Folly-borg                  | 1800-tallet    | Intakt               |         | Privat                         | Imiteret beboelsestårn. |
| Ubarrow Hall            | Pele tower                  | Medieval       | Hovedsageligt intakt |         | Privat                         | Sammen med senere bygning, højde reduceret.                                                                                |
| Wharton Hall            | Befæstet herregård          | 13–1600-tallet | Delvist restaureret  |         | Privat                         | [ 102 ] |
| Whitehall, Mealsgate    | Beboelsestårn               | 13–1400-tallet | Hovedsageligt intakt |         | Feriebeboelse                  | Ændringer af Anthony Salvin.                                                                                               |
| Workington Hall         | Beboelsestårn               | 13–1700-tallet | Ruiner               |         | Lokal myndighed                | Beboet indtil 1929, brugt af hæren under anden verdenskrig, og er siden forfaldet til en ruin. Også kendt som Curwen Hall. |
| Wray Castle             | Nyromantisk borg eller slot | 1840–7         | Intakt               |         | ENT                            | [ 106 ] |
| Wraysholme Tower        | Beboelsestårn               | 1400-tallet    | Hovedsageligt intakt |         | Privat, gård                   | Brugt som lade og ko-stald, tilstødende 1800-talshus.                                                                      |
| Yanwath Hall            | Pele tower                  | 1400-tallet    | Intakt               |         | Privat                         | Tilstødende senere bygning.                                                                                                |

## Derbyshire
Borge eller slotte hvoraf kun jordvolde, rester eller ingen spor er bevaret inkluderer:
- Bakewell Castle
- Derby Castle
- Duffield Castle
- Glossop (Mouselow) Castle
- Gresley Castle
- Hathersage Castle
- Holmesfield Castle
- Hope Castle
- Horsley Castle
- Melbourne Castle
- Morley Motte
- Pilsbury Castle

| Navn             | Type               | Dato           | Stand               | Billede | Ejerskab / Adgang         | Noter                                                                                               |
| ---------------- | ------------------ | -------------- | ------------------- | ------- | ------------------------- | --------------------------------------------------------------------------------------------------- |
| Bolsover Castle  | Borg eller slot    | 11–1600-tallet | Rebuilt             |         | EH                        | Borg eller slot genopført i 1600-tallet som herregård.                                              |
| Codnor Castle    | Borg eller slot    | 12–1300-tallet | Rester i fragmenter |         | HC                        | [ 110 ]                                                                                             |
| Elvaston Castle  | Castellated house  | 16–1800-tallet | Derelict            |         | Derbyshire County Council | Bygget i 1633, ombygget af James Wyatt ii 1800-tallet, nu en del af country park. Building At Risk. |
| Haddon Hall      | Befæstet herregård | 13–1400-tallet | Intakt              |         | HH                        | Ændret i 1500- og 1600-tallet, restaureret i 1920'erne.                                             |
| Mackworth Castle | Befæstet herregård | 1400-tallet    | Fragment            |         | Privat                    | Portbygning i ruiner op til gården.                                                                 |
| Peveril Castle   | Keep og bailey     | 10–1300-tallet | Ruiner              |         | EH                        | Tårn over kløften.                                                                                  |
| Riber Castle     | Folly-borg         | 1868           | Ruiner              |         | Privat                    | Skole 1892–1930.                                                                                    |
| Wingfield Manor  | Befæstet herregård | 1400-tallet    | Ruiner              |         | EH                        | Opgivet i 1700-tallet.                                                                              |

## Devon
Borge og slotte hvor kun jordvolde eller rester er bevaret inkluderer:
- Bampton Castle
- Barnstaple Castle
- Durpley Castle
- Blackdown Rings (Loddiswell)
- Eggesford Castle
- Heywood Castle
- Holwell Castle
- Millsome Castle
- Plymouth Castle
- Torrington Castle
- Winkleigh Castle

| Navn                      | Type                        | Dato           | Stand               | Billede | Ejerskab / Adgang | Noter                                                                       |
| ------------------------- | --------------------------- | -------------- | ------------------- | ------- | ----------------- | --------------------------------------------------------------------------- |
| Affeton Castle            | Befæstet herregård          | 1400-tallet    | Fragment            |         | Privat            | Portbygning ødelagt under den engelske borgerkrig. Ændringer i 1800-tallet. |
| Berry Pomeroy Castle      | Enclosure castle            | 1400-tallet    | Ruiner              |         | EH                | Meget sen fæstning, der blev designet til funere mode artilleri.            |
| Bickleigh Castle          | Befæstet herregård          | 1400-tallet    | Restaureret         |         | Wedding venue     | Inkorporeret i senere bygninger.                                            |
| Compton Castle            | Befæstet herregård          | 13–1500-tallet | Restaureret         |         | ENT               | Brugt som gård efter 1750, restaureret i 1900-tallet.                       |
| Dartmouth Castle          | Borg eller slot             | 1481           | Restaureret         |         | EH                | Ombygget til artilleri-fæstning 1509–47.                                    |
| Castle Drogo              | Nyromantisk borg eller slot | 1911–1930      | Intakt              |         | ENT               | Af Edwin Lutyens.                                                           |
| Gidleigh Castle           | Keep                        | c. 1300        | Ruiner              |         | HC                | [ 123 ]                                                                     |
| Hemyock Castle            | Enclosure castle            | c. 1380        | Rester i fragmenter |         | Privat            | [ 124 ]                                                                     |
| Kingswear Castle          | Artillerifort               | 1491–1502      | Intakt              |         | Landmark Trust    | [ 125 ]                                                                     |
| Lydford Castle            | Keep og bailey              | 11–1200-tallet | Ruiner              |         | EH                | [ 126 ]                                                                     |
| Marisco Castle            | Keep og bailey              | c. 1243        | Restaureret         |         | ENT               | Restaureret i 1643.                                                         |
| Okehampton Castle         | Keep og bailey              | 10–1300-tallet | Rester i fragmenter |         | EH                | [ 128 ]                                                                     |
| Plympton Castle           | Motte and bailey            | 1100-tallet    | Rester i fragmenter |         | HC                | [ 129 ]                                                                     |
| Powderham Castle          | Befæstet herregård          | 13–1500-tallet | Restaureret         |         | Jarl af Devon     | Omdannet i 1700- og 1800-tallet.                                            |
| Rougemont Castle (Exeter) | Borg eller slot             | 10–1100-tallet | Fragments           |         | Wedding venue     | Middelalderlige fragmenter findes i de senere bygninger.                    |
| Salcombe Castle           | Artillerifort               | 1540s          | Ruiner              |         | HAL               | Ombygget og befæstet i 1643–45.                                             |
| Tiverton Castle           | Firkantet borg              | 1300-tallet    | Partly habitable    |         | HH                | 1500-tals hus bygget på borgen.                                             |
| Totnes Castle             | Skalkeep                    | 10–1300-tallet | Ruiner              |         | EH                | Velbevaret keep på en høj motte.                                            |
| Watermouth Castle         | Nyromantisk borg eller slot | 1825–45        | Intakt              |         | Temapark          | [ 135 ]                                                                     |

## Dorset
Borge og slotte som kun eksisterer som jordvolde, fragmenter eller intet er bevaret:
- Dorchester Castle
- East Chelborough Castle
- Marshwood Castle
- Powerstock Castle
- Sandsfoot Castle
- Sturminster Newton Castle
- Wareham Castle

| Navn                 | Type                        | Dato           | Stand               | Billede | Ejerskab / Adgang | Noter                                                                              |
| -------------------- | --------------------------- | -------------- | ------------------- | ------- | ----------------- | ---------------------------------------------------------------------------------- |
| Brownsea Castle      | Castellated house           | 15–1800-tallet | Intakt              |         | ENT               | Inkorporerer dele af 1500-tals Henrician Castle.                                   |
| Christchurch Castle  | Motte and bailey            | 11–1300-tallet | Rester i fragmenter |         | EH                | Hall house kendt som Constable's House er bevaret med sjælden normannisk skorsten. |
| Corfe Castle         | Keep og bailey              | 10–1200-tallet | Extensive ruins     |         | ENT               | Belejret go ødelagt under den engelske borgerkrig.                                 |
| Lulworth Castle      | Folly-borg                  | c. 1610        | Restaureret         |         | EH                | Jagthytte. Brændt i 1929.                                                          |
| Pennsylvania Castle  | Nyromantisk borg eller slot | 1800           | Intakt              |         | Privat            | På Isle of Portland, bygget til John Penn, og designet af James Wyatt.             |
| Portland Castle      | Artillerifort               | 1539           | Intakt              |         | EH                | Privat residens 1816–70.                                                           |
| Rufus Castle         | Borg eller slot             | 1400-tallet    | Ruiner              |         | Privat            | Også kendt som Bow and Arrow Castle.                                               |
| Sherborne Old Castle | Keep og bailey              | 1100-tallet    | Ruiner              |         | EH                | Erstattet af 1600-talshus, som blev kendt som Sherborne Castle.                    |
| Woodsford Castle     | Befæstet herregård          | 1300-tallet    | Beboelig            |         | Landmark Trust    | [ 144 ]                                                                            |

## East Riding of Yorkshire
Borge og slotte som kun eksisterer som jordvolde, fragmenter eller intet er bevaret:
- Aughton Castle
- Baynard Castle
- Flamborough Castle
- Great Driffield Castle
- Hull Castle
- Swine Castle

| Navn              | Type             | Dato        | Stand      | Billede | Ejerskab / Adgang | Noter                                                                   |
| ----------------- | ---------------- | ----------- | ---------- | ------- | ----------------- | ----------------------------------------------------------------------- |
| Paull Holme Tower | Beboelsestårn    | 1400-tallet | Ruiner     |         | Privat            | Oprindeligt en del af et større hus. Uden tag.                          |
| Skipsea Castle    | Motte and Bailey | 1000-tallet | Earthworks |         | EH                | Velbevarede jordvolde.                                                  |
| Wressle Castle    | Firkantet borg   | 1390        | Ruiner     |         | Privat, gård      | Syddelen er bevaret. Beboet indtil det blev ødelagt af en brand i 1796. |

## East Sussex
Borge og slotte hvoraf kun lidt eller intet er tilbage inkluderer:
- Glottenham Castle
- Isfield Castle

| Navn                     | Type              | Dato           | Stand               | Billede | Ejerskab / Adgang  | Noter |
| ------------------------ | ----------------- | -------------- | ------------------- | ------- | ------------------ | --- |
| Bodiam Castle            | Firkantet borg    | c. 1385        | Ruiner              |         | ENT                | Bred voldgrav. |
| Camber Castle            | Artillerifort     | c. 1540        | Ruiner              |         | EH                 | "Skilt ad" 1642 efter havet trak sig tilbage.                                                                                         |
| Hastings Castle          | Keep og bailey    | 1100-tallet    | Ruiner i fragmenter |         | Local Authority    | I ruiner i 1399. |
| Herstmonceux Castle      | Fortified mansion | 1400-tallet    | Restaureret         |         | Queen's University | Mursten. Interiøret blev pillet ned i 1777. Restuareret i 1900-talet. Tidligere hjem fo Royal Greenwich Observatory, nu Study Centre. |
| Lewes Castle             | Keep og bailey    | 11–1300-tallet | Ruiner              |         | EH                 | Usædvanlig da den har to motter. |
| Pevensey Castle          | Keep og bailey    | 1100-tallet    | Ruiner              |         | EH                 | Borg eller slot bygget inden for murene af et romersk fort ved Saxon Shore.                                                           |
| Rye Castle (Ypres Tower) | Beboelsestårn     | c. 1250        | Intakt              |         | HM                 | Oprindeligt kaldet Baddings Tower. |

## Essex
Borge hvoraf kun jordvolde er bevaret:
- Clavering Castle
- Great Canfield Castle
- Great Easton Castle
- Ongar Castle
- Mount Bures Castle
- Pleshey Castle†;
- Rayleigh Castle
- Stebbing Castle
- Stansted Mountfitchet Castle

† Pleshey Castle is a good example of a motte-and-bailey castle: only earthworks and a medieval brick bridge remain.
| Navn              | Type            | Dato           | Stand                | Billede | Ejerskab / Adgang | Noter |
| ----------------- | --------------- | -------------- | -------------------- | ------- | ----------------- | --- |
| Colchester Castle | Tower keep      | 1000-tallet    | Intakt               |         | Local authority   | Reduced in height in 1600-tallet.                                                                         |
| Hadleigh Castle   | Borg eller slot | 12–1300-tallet | Rester i fragmenter  |         | EH                | [ 157 ]                                                                                                   |
| Hedingham Castle  | Tower keep      | 1130–40        | Hovedsageligt intakt |         | HH                | Borg eller slot demolished i 1600-tallet bortset fra keep, velbevaret interiør på trods af en brand 1954. |
| Walden Castle     | Keep og bailey  | 1100-tallet    | Rester i fragmenter  |         | HC                | Rester af keep.                                                                                           |

## Gloucestershire
Borge og slotte som kun eksisterer som jordvolde, fragmenter eller intet er bevaret:
- Bledisloe Tump
- Brimpsfield Castle
- Castle Hale (Painswick)
- Castle Tump (Dymock)
- Cirencester Castle
- English Bicknor Castle
- Gloucester Castle
- Hailes Castle (Stanway)
- Haresfield Mount
- Hewelsfield Motte
- Holme Castle (Tewkesbury)
- Little Camp Hill (Lydney)
- Littledean Camp
- Miserden Castle
- Newington Bagpath Motte
- Newnham on Severn Castle
- Ruardean Castle
- South Cerney Castle
- Stow Green (St. Briavels)
- Taynton Castle
- Weston Park (Saintbury)
- Winchcombe Castle

| Navn                 | Type              | Dato           | Stand                | Billede | Ejerskab / Adgang | Noter                                                                                             |
| -------------------- | ----------------- | -------------- | -------------------- | ------- | ----------------- | ------------------------------------------------------------------------------------------------- |
| Berkeley Castle      | Keep og bailey    | 11–1300-tallet | Intakt               |         | HH                | Stort set uændret indtil 1930'erne, hvor interiøret blev moderniseret af den 8. Jarl af Berkeley. |
| Beverstone Castle    | Pentagonal castle | 12–1400-tallet | Ruiner               |         | NGS               | 1600-tals hus bygget inden i ruinerne.                                                            |
| St. Briavel's Castle | Keep og bailey    | 1200-tallet    | Beboelig             |         | EH                | Youth hostel.                                                                                     |
| Sudeley Castle       | Firkantet borg    | 1400-tallet    | Restaureret          |         | HH                | Restaureret som country house i 1800-tallet.                                                      |
| Thornbury Castle     | Fortified house   | c. 1511        | Hovedsageligt intakt |         | Hotel             | Restaureret i 1800-tallet.                                                                        |

## Greater London
Borge og slotte hvor der ikke finde nogle rester inkluderer:
- Baynard's Castle
- Montfichet's Castle
- Greenwich Castle

Tabellen inkluderer ikke The White House, en replica af et polsk palads i London.
| Navn                | Type                    | Dato           | Stand  | Billede | Ejerskab / Adgang      | Noter                                                                                              |
| ------------------- | ----------------------- | -------------- | ------ | ------- | ---------------------- | -------------------------------------------------------------------------------------------------- |
| Tower of London     | Concentric castle       | 10–1200-tallet | Intakt |         | Historic Royal Palaces | White Tower bygget ca. 1077–1100, ringmur tilføjet i 1200-tallet, fungerende faldgitterportcullis. |
| Manor Farm, Ruislip | Motte-and-bailey castle | 1200-tallet    | Ruiner |         | Public access          | |

## Greater Manchester
Borge og slotte som kun eksisterer som jordvolde, fragmenter eller intet er bevaret:
- Bury Castle
- Buckton Castle
- Dunham Castle
- Manchester Castle
- Rochdale Castle
- Stockport Castle
- Ullerwood Castle
- Watch Hill Castle

| Navn            | Type          | Dato | Stand    | Billede | Ejerskab / Adgang | Noter                                                    |
| --------------- | ------------- | ---- | -------- | ------- | ----------------- | -------------------------------------------------------- |
| Radcliffe Tower | Beboelsestårn | 1403 | Fragment |         | Local authority   | Tårn i ruiner tidligere inkorporeret i et hus af tømmer. |

## Hampshire
Borge og slotte hvor kun jordvolde eller rester er bevaret inkluderer:
- Ashley Castle
- Basing House
- Crondall Barley Pound
- Godshill Castle
- Merdon Castle
- Powderham Castle (Crondall)
- Rowland's Castle
- St Andrew's Castle
- Warblington Castle
- Woodgarston Castle

| Navn               | Type                | Dato              | Stand                | Billede | Ejerskab / Adgang | Noter                                                                      |
| ------------------ | ------------------- | ----------------- | -------------------- | ------- | ----------------- | -------------------------------------------------------------------------- |
| Calshot Castle     | Artillerifort       | 1500-tallet       | Hovedsageligt intakt |         | EH                | Ændret i 1700- til 1900-tallet, i brug frem til 1961.                      |
| Hurst Castle       | Artillerifort       | 1500-tallet       | Hovedsageligt intakt |         | EH                | Repareret og befæstet i 1800-tallet.                                       |
| Netley Castle      | Artillerifort       | 15–1800-tallet    | Genopført            |         | Convalescent home | Ombygget og udvidet i 1885–90.                                             |
| Odiham Castle      | Skalkeep and bailey | Early 1200-tallet | Ruiner i fragmenter  |         | Local authority   | Opført af kong John.                                                       |
| Portchester Castle | Keep og bailey      | 10–1100-tallet    | Extensive ruins      |         | EH                | Bygget inden for murene af et tidligere romersk fort på den saksiske kyst. |
| Southampton Castle | Keep og bailey      | 10–1300-tallet    | Fragments            |         | HAL               | Den nordlige mur på baileyen er bevaret.                                   |
| Southsea Castle    | Artillerifort       | 1500-tallet       | Rebuilt              |         | Local authority   | Ændre adskillige gang.                                                     |
| Winchester Castle  | Motte and bailey    | 10–1200-tallet    | Fragment             |         | Local authority   | Great hall er bevaret, den fik nyt tag i 1873.                             |
| Wolvesey Castle    | Borg eller slot     | 1100-tallet       | Ruiner               |         | EH                | [ 176 ]                                                                    |

## Herefordshire
Borge og slotte hvor kun jordvolde eller rester er bevaret inkluderer::
- Almeley Castle
- Ashton Castle
- Bredwardine Castle
- Bronsil Castle
- Colwall Castle
- Dorstone Castle
- Eardisland Castle
- Eardisley Castle
- Edvin Loach Castle
- Ewyas Harold Castle†;
- Hereford Castle
- Huntington Castle
- Kilpeck Castle
- Kingsland Castle
- Kington Castle
- Lingen Castle
- Lyonshall Castle
- Much Marcle Castle
- Newcourt Tump (Bacton)
- Newton Tump (Clifford)
- Orcop Castle
- Penyard Castle
- Pipe Aston Castle
- Richard's Castle
- Stapleton Castle
- Urishay Castle
- Wacton Castle
- Walford Castle
- Walterstone Castle

† Ewyas Harold Castle er nævnt i Domesday Book og blev sandsynligvis bygget omkring 1048.
| Navn                  | Type                        | Dato           | Stand               | Billede | Ejerskab / Adgang | Noter                                                                   |
| --------------------- | --------------------------- | -------------- | ------------------- | ------- | ----------------- | ----------------------------------------------------------------------- |
| Brampton Bryan Castle | Borg eller slot             | 12–1300-tallet | Ruiner              |         | Privat            | Portbygningen er beveret.                                               |
| Clifford Castle       | Motte and bailey            | 10–1200-tallet | Fragmenter          |         | Privat            | Building At Risk.                                                       |
| Croft Castle          | Firkantet borg              | 1300-tallet    | Rebuilt             |         | ENT               | Ombygget til privat bolig i 1500-/1600-tallet.                          |
| Downton Castle        | Nyromantisk borg eller slot | c. 1774–78     | Intakt              |         | Privat            | Ændret og udvidet i 1860–70.                                            |
| Eastnor Castle        | Nyromantisk borg eller slot | 1811–20        | Intakt              |         | HH                | Af Robert Smirke.                                                       |
| Goodrich Castle       | Concentric castle           | 11–1200-tallet | Ruiner              |         | EH                | Delvist nedrevet under den engelske borgerkrig.                         |
| Hampton Court         | Befæstet herregård          | 1427           | Intakt              |         | HH                | Ombygget i 1830–40'erne.                                                |
| Kentchurch Court      | Befæstet herregård          | 1300-tallet    | Fragment            |         | HH                | Middelaldertårn og port bevaret, resten er genopført af Nash 1795–1807. |
| Kinnersley Castle     | Borg eller slot             | Medieval       | Genopført           |         | HH                | Hus fra 1400-1600-tallet er opført inden for middelalderborgens mure.   |
| Longtown Castle       | Keep og bailey              | 11–1200-tallet | Ruiner i fragmenter |         | EH                | Cirkulært keep.                                                         |
| Pembridge Castle      | Keep og bailey              | 11–1200-tallet | Partly habitable    |         | Privat            | Rekonstrueret i 1900-tallet.                                            |
| Snodhill Castle       | Keep og bailey              | 10–1300-tallet | Ruiner i fragmenter |         | HAL               | [ 189 ]                                                                 |
| Treago Castle         | Befæstet herregård          | 14–1500-tallet | Restaureret         |         | Privat            | Ændret i 1600-1800-tallet.                                              |
| Wigmore Castle        | Keep og bailey              | 10–1300-tallet | Ruiner i fragmenter |         | EH                | Delvist nedrevet i 1643.                                                |
| Wilton Castle         | Borg eller slot             | 1200-tallet    | Ruiner i fragmenter |         | HC                | Rester er inkorporeret i et hus fra 1800-tallet.                        |

## Hertfordshire
Borge og slotte som kun eksisterer som jordvolde, fragmenter eller intet er bevaret:
- Anstey Castle
- Benington Castle
- Pirton Castle
- Therfield Castle
- Walkern Castle
- Waytemore Castle
- Wymondley Castle

| Navn               | Type             | Dato           | Stand               | Billede | Ejerskab / Adgang | Noter                                                                         |
| ------------------ | ---------------- | -------------- | ------------------- | ------- | ----------------- | ----------------------------------------------------------------------------- |
| Berkhamsted Castle | Motte and bailey | 10–1200-tallet | Rester i fragmenter |         | EH                | Double Moat. Unoccupied since 1495.                                           |
| Hertford Castle    | Motte and bailey | 10–1100-tallet | Fragments           |         | Local authority   | Portbygning fra 1400-tallet er bevaret, ændret og udvidet i 1700-1900-tallet. |

## Isle of Wight
Borge og slotte hvoraf kun lidt eller intet er tilbage inkluderer:
- East Cowes Castle

| Navn               | Type                        | Dato           | Stand                | Billede | Ejerskab / Adgang    | Noter                                                                                          |
| ------------------ | --------------------------- | -------------- | -------------------- | ------- | -------------------- | ---------------------------------------------------------------------------------------------- |
| Carisbrooke Castle | Keep og bailey              | 11–1300-tallet | Hovedsageligt intakt |         | EH                   | Genbefæstet i 1590'erne som artillerifæstning, tidligere sæde for guvernøren på Isle of Wight. |
| Norris Castle      | Nyromantisk borg eller slot | c. 1800        | Intakt               |         | Privat               | Nygotik, af James Wyatt.                                                                       |
| Yarmouth Castle    | Artillerifort               | 1547           | Hovedsageligt intakt |         | EH                   | Ændret i 1600-tallet.                                                                          |
| West Cowes Castle  | Artillerifort               | 15–1800-tallet | Rebuilt              |         | Royal Yacht Squadron | Fragmenter af 1500-tals struktur inkorporeret i senere bygning.                                |

## Isles of Scilly
Borge og slotte, hvor kun rester findes inkluderer:
- Ennor Castle
- Harry's Walls
- King Charles's Castle

| Navn              | Type            | Dato | Stand                | Billede | Ejerskab / Adgang | Noter                                               |
| ----------------- | --------------- | ---- | -------------------- | ------- | ----------------- | --------------------------------------------------- |
| Cromwell's Castle | Artillery tower | 1651 | Hovedsageligt intakt |         | EH                | [ 200 ]                                             |
| Star Castle       | Artillerifort   | 1593 | Intakt               |         | Hotel             | Important and complete example of Elizabethan fort. |

## Kent
Borge og slotte hvoraf kun lidt eller intet er tilbage inkluderer:
- Binbury Castle
- Brenchley Castle
- Castle Toll (Newenden)
- Folkestone Castle
- Newnham Castle
- Queenborough Castle
- Sandown Castle
- Sandwich Castle
- Stowting Castle
- Thurnham Castle

| Navn                             | Type                        | Dato               | Stand                | Billede | Ejerskab / Adgang | Noter                                                                                                |
| -------------------------------- | --------------------------- | ------------------ | -------------------- | ------- | ----------------- | --- |
| Allington Castle                 | Fortified house             | 12–1300-tallet     | Restaureret          |         | Wedding venue     | Restaureret in 1905–1929.                                                                            |
| Canterbury Castle                | Tower keep                  | 1100-tallet        | Ruiner               |         | Local Authority   | Demolished in 1792.                                                                                  |
| Chiddingstone Castle             | Nyromantisk borg eller slot | 1800-tallet        | Intakt               |         | HH                | 1600-tals bygning ombygget til fæstning i 1800-tallet.                                               |
| Chilham Castle                   | Keep og bailey              | 10–1300-tallet     | Intakt               |         | NGS               | Keep survives with Jacobean house.                                                                   |
| Cooling Castle                   | Keep og bailey              | 1380s              | Part ruined          |         | Wedding venue     | Well-preserved gatehouse survives, barns used for events.                                            |
| Deal Castle                      | Artillerifort               | 1500-tallet        | Intakt               |         | EH                | Formerly residence of Captain of the Cinque Ports.                                                   |
| Dover Castle                     | Concentric castle           | 11–1200-tallet     | Intakt               |         | EH                | Adapted for modern warfare 18–19th centuries.                                                        |
| Eynsford Castle                  | Borg eller slot             | 1100-tallet        | Ruiner i fragmenter  |         | EH                | [ 209 ]                                                                                              |
| Hever Castle                     | Befæstet herregård          | 1300-tallet        | Restaureret          |         | HH                | Restaureret early 1800-tallet, working portcullis.                                                   |
| Kingsgate Castle                 | Nyromantisk borg eller slot | 17–1800-tallet     | Intakt               |         | Privat apartments | Opført ca. 1760, genopført i slutningen af 1800-tallet.                                              |
| Leeds Castle                     | Borg eller slot             | 11–1400-tallet     | Restaureret          |         | HH                | Omfattende genopbygning i 1822 og 1926.                                                              |
| Leybourne Castle                 | Borg eller slot             | 1200-tallet        | Ruiner i fragmenter  |         | Privat            | Hus fra 1500-tallet delvist inkorporeret i ruinerne, genopført i 1931.                               |
| Lullingstone Castle              | Semi-befæstet hus           | 1543–80            | Fragment             |         | HH                | Portbygningen fra 1500-tallet inkorporeret i et senere hus.                                          |
| Lympne Castle                    | Fortified house             | 12–1300-tallet     | Restaureret          |         | Wedding venue     | Restaureret og udvidet i 1907–12.                                                                    |
| Otford Palace                    | Befæstet herregård          | 1500-tallet        | Ruiner               |         | Local Authority   | Paladset var et i en række huse ejet af ærkebiskoppen af Canterbury.                                 |
| Penshurst Place                  | Befæstet herregård          | 13–1400-tallet     | Fragment             |         | HH                | Omdannet i the 1800-tallet, single tower and stretch of wall survive from fortifications of c. 1400. |
| Rochester Castle                 | Tower keep                  | 1127               | Ruiner               |         | EH                | Keep 125 ft (38 m) high to top of turrets.                                                           |
| St Leonard's Tower, West Malling | Tower keep                  | 1080               | Ruiner               |         | EH                | [ 220 ]                                                                                              |
| Saltwood Castle                  | Borg eller slot             | 11–1300-tallet     | Delvist restaureret  |         | Privat            | [ 221 ]                                                                                              |
| Sandgate Castle                  | Artillerifort               | 1539–40            | Hovedsageligt intakt |         | Privat            | Ændret i 1805–06.                                                                                    |
| Scotney Castle                   | Befæstet herregård          | 1378–80            | Fragment             |         | ENT               | Et enkelt bevaret tårn er inkorporeret i et senere hus.                                              |
| Sissinghurst Castle              | Befæstet herregård          | 1400-tallet        | Genopført            |         | ENT               | Intet af befæstningen er bevaret.                                                                    |
| Starkey Castle                   | Manor house                 | 1300-tallet        | Fragment             |         | Privat            | fint middelalderlig hal-hus bevaret fra befæstet herregård.                                          |
| Stone Castle                     | Tower                       | 1100-tallet        | Intakt               |         | Bryllupssted      | Middelaldertårn inkorporeret i bygning i 1825.                                                       |
| Sutton Valence Castle            | Keep og bailey              | 1100-tallet        | Rester i fragmenter  |         | EH                | [ 227 ]                                                                                              |
| Tonbridge Castle                 | Keep og bailey              | 10–1200-tallet     | Fragment             |         | Local authority   | Portbygningne er bevaret.                                                                            |
| Upnor Castle                     | Artillerifort               | 1559–67, 1599–1601 | Hovedsageligt intakt |         | EH                | [ 229 ]                                                                                              |
| Walmer Castle                    | Artillerifort               | 1539               | Intakt               |         | EH                | Residence of the Lord Warden of the Cinque Ports from 1700-tallet.                                   |
| Westenhanger Castle              | Befæstet herregård          | c. 1343            | Fragment             |         | Wedding venue     | Gårdhus opført i ruinerne i 1700-tallet.                                                             |

## Lancashire
Borge og slotte hvor kun jordvolde eller rester er bevaret inkluderer:
- Arkholme Motte
- Castle Stede
- Greenhalgh Castle
- Halton Castle
- Hapton Castle
- Melling Motte
- Penwortham Castle
- Whittington Motte

| Navn             | Type               | Dato           | Stand    | Billede | Ejerskab / Adgang          | Noter                                                                                               |
| ---------------- | ------------------ | -------------- | -------- | ------- | -------------------------- | --------------------------------------------------------------------------------------------------- |
| Ashton Hall      | Beboelsestårn      | 13–1800-tallet | Intakt   |         | Lancaster Golf Club        | Nær Stodday, 1300-tals tårn inkorporeret i en senere bygning.                                       |
| Borwick Hall     | Pele tower         | 1300-tallet    | Intakt   |         | Udendørs uddannelsescenter | Inkorporeret i en bygning, der hovedsageligt stammer fra 1500-tallet.                               |
| Clitheroe Castle | Keep og bailey     | 10–1100-tallet | Ruiner   |         | HC                         | [ 234 ]                                                                                             |
| Hornby Castle    | Keep               | 1200-tallet    | Fragment |         | Privat                     | Keep genopbygget i begyndelsen af 1500-tallet, inkorporeret i et 1700-1800-talshus.                 |
| Lancaster Castle | Keep og bailey     | 10–1100-tallet | Intakt   |         | Local authority            | Fængsel fra 1745, Shire Hall fra 1900-tallet erstattede de middelalderlige bygning. Nu Crown Court. |
| Thurland Castle  | Befæstet herregård | 13–1400-tallet | Rebuilt  |         | Privat apartments          | Nær Tunstall, ruinerne blev genopbygget i 1879–85.                                                  |
| Turton Tower     | Pele tower         | 1400-tallet    | Intakt   |         | HH                         | Inkorporeret i en senere bygning.                                                                   |

## Leicestershire
Borge og slotte hvor kun jordvolde eller rester er bevaret inkluderer:
- Donington Castle
- Earl Shilton Castle
- Gilmorton Castle
- Groby Castle
- Hallaton Castle
- Hinckley Castle
- Mountsorrel Castle
- Sapcote Castle
- Sauvey Castle
- Shackerstone Castle
- Shawell Castle
- Whitwick Castle

| Navn                     | Type                        | Dato           | Stand               | Billede | Ejerskab / Adgang | Noter                                                                              |
| ------------------------ | --------------------------- | -------------- | ------------------- | ------- | ----------------- | ---------------------------------------------------------------------------------- |
| Ashby de la Zouch Castle | Keep                        | 11–1400-tallet | Ruiner i fragmenter |         | EH                | Fortified manor converted to castle in 1474, slighted during English Civil War.    |
| Belvoir Castle           | Nyromantisk borg eller slot | 16–1800-tallet | Intakt              |         | Duke of Rutland   | Rebuilt in 1655–68 incorporating fragments of medieval castle, Omdannet i 1801–30. |
| Kirby Muxloe Castle      | Firkantet borg              | 1480–3         | Ruiner i fragmenter |         | EH                | Unfinished.                                                                        |
| Leicester Castle         | Borg eller slot             | 11–1200-tallet | Fragments           |         | Local authority   | Great hall survives, much altered.                                                 |

## Lincolnshire
Borge og slotte hvor kun jordvolde eller rester er bevaret inkluderer:
- Barrow upon Humber Castle
- Bourne Castle
- Bytham Castle
- Carlton Castle
- Folkingham Castle
- Gainsborough Castle
- Goltho Castle†;
- Hough-on-the-Hill Castle
- Heydour Castle
- Kingerby Castle
- Owston Ferry (Kinaird) Castle
- Sleaford Castle
- Stamford Castle
- Tothill Castle
- Welbourn Castle
- Withern Castle

† Goltho Castle was built on the site of a Saxon fortified dwelling of c. 850, established by excavation.
| Navn               | Type              | Dato           | Stand                | Billede | Ejerskab / Adgang | Noter                                                                                   |
| ------------------ | ----------------- | -------------- | -------------------- | ------- | ----------------- | --------------------------------------------------------------------------------------- |
| Bolingbroke Castle | Enclosure castle  | 12–1300-tallet | Ruiner i fragmenter  |         | EH                | Ødelagt efter en kort belejring i 1643.                                                 |
| Grimsthorpe Castle | Borg eller slot   | 1200-tallet    | Fragment             |         | HH                | Omdannet i 1700- og 1800-tallet. Det sydøstlige tårn fra 1200-tallet eksisterer stadig. |
| Hussey Tower       | Beboelsestårn     | 13–1400-tallet | Ruiner               |         | HC                | [ 246 ]                                                                                 |
| Kyme Tower         | Borg eller slot   | 1300-tallet    | Fragmenter           |         | Privat            | [ 247 ]                                                                                 |
| Lincoln Castle     | Keep og bailey    | 10–1200-tallet | Hovedsageligt intakt |         | Local Authority   | Dobbelt motte and bailey.                                                               |
| Rochford Tower     | Fortified house   | 14–1500-tallet | Fragment             |         | Privat            | 2 mil øst for Boston.                                                                   |
| Somerton Castle    | Firkantet borg    | 1281–1305      | Fragment             |         | Privat            | Kun et enkelt tårn er bevaret. Der er opført en bygning op til tårnet i 1600-tallet.    |
| Tattershall Castle | Tower             | 1430s          | Intakt               |         | ENT               | Murstenstårn bygget til Ralph Cromwell, restaureret i 1911–25 af Lord Curzon.           |
| Torksey Castle     | Semi-befæstet hus | 1500-tallet    | Ruiner i fragmenter  |         | Privat            | Ødelagt under den engelske borgerkrig.                                                  |

## Merseyside
Borge og slotte hvor der ikke finde nogle rester inkluderer:
- Liverpool Castle
- West Derby Castle

| Navn           | Type          | Dato           | Stand                | Billede | Ejerskab / Adgang | Noter                                                           |
| -------------- | ------------- | -------------- | -------------------- | ------- | ----------------- | --------------------------------------------------------------- |
| Brimstage Hall | Beboelsestårn | c. 1398        | Hovedsageligt intakt |         | Crafts centre     | Tårn inkorporeret i en senere bygning fra 1500- og 1800-tallet. |
| Leasowe Castle | Folly-borg    | 15–1800-tallet | Intakt               |         | Hotel             | Bygget i 1593, udvidet i 1600–42 og i 1800-tallet.              |

## Norfolk
Borge og slotte hvor kun jordvolde eller rester er bevaret inkluderer:
- Buckenham Castle
- Denton Castle
- Dilham Castle
- Gresham Castle
- Horsford Castle
- Hunworth Castle
- Middleton Mount
- Mileham Castle
- North Elmham Castle
- Thetford Castle†;
- Wormegay Castle

† Den bevarede motte på Thetford Castle er en af de højeste i England, omkring 24 m høj.
| Navn                | Type               | Dato           | Stand                | Billede | Ejerskab / Adgang              | Noter |
| ------------------- | ------------------ | -------------- | -------------------- | ------- | ------------------------------ | --- |
| Baconsthorpe Castle | Befæstet herregård | 1400-tallet    | Ruiner i fragmenter  |         | EH                             | [ 257 ] |
| Burgh Castle        | Motte and bailey   | 1100-tallet    | Ingen synlige rester |         | / Norfolk Archaeological Trust | Motte-and-baily-fæstning inden for murene af et romersk fort på den saksiske kyst.                                  |
| Caister Castle      | Firkantet borg     | 1432–46        | Ruiner i fragmenter  |         | HC                             | Med voldgrav. Hovedsageligt opført i mursten af John Fastolf, et relativt intakt 90 ft (27 m) højt tårn er bevaret. |
| Castle Acre Castle  | Motte and bailey   | 10–1100-tallet | Rester i fragmenter  |         | EH                             | Omfattende jordvolde.                                                                                               |
| Rising Castle       | Keep               | c. 1138        | Ruiner               |         | EH                             | [ 261 ] |
| Claxton Castle      | Borg eller slot    | 13–1400-tallet | Ruiner i fragmenter  |         | Privat                         | [ 262 ] |
| Norwich Castle      | Keep               | c. 1095–1110   | Intakt               |         | HM                             | Fængsel i 1700- og 1800-tallet.                                                                                     |
| Oxburgh Hall        | Befæstet herregård | c. 1482        | Intakt               |         | HH                             | Tilføjelser fra 1700- og 1800-tallet.                                                                               |
| Weeting Castle      | Befæstet herregård | 1100-tallet    | Ruiner i fragmenter  |         | EH                             | [ 265 ] |

## Northamptonshire
Borge og slotte hvoraf kun lidt eller intet er tilbage inkluderer:
- Alderton Castle
- Benefield Castle
- Bury Mount (Towcester)
- Castle Dykes (Farthingstone)
- Fotheringhay Castle†;
- Lilbourne Castle
- Little Houghton Castle
- Long Buckby Castle
- Moor End Castle
- Northampton Castle
- Sulgrave Castle
- Titchmarsh Castle

† Fotheringhay Castle was the scene of the trial and execution of Mary, Queen of Scots in 1587.
| Navn                     | Type               | Dato           | Stand    | Billede | Ejerskab / Adgang | Noter |
| ------------------------ | ------------------ | -------------- | -------- | ------- | ----------------- | --- |
| Astwell Castle           | Befæstet herregård | 1400-tallet    | Fragment |         | Privat, farm      | Gatehouse survives alongside a 17th-century house.                                                                  |
| Barnwell Castle          | Rectangular castle | c. 1266        | Ruiner   |         | Privat            | [ 268 ] |
| Rockingham Castle        | Motte and bailey   | 12–1800-tallet | Rebuilt  |         | HH                | 1200-tals portbygning er bevaret, meget ombygget i 1500-tallet, omdannet i 1660 og af Anthony Salvin i 1800-tallet. |
| Thorpe Waterville Castle | Borg eller slot    | 1300-tallet    | Fragment |         | Privat            | Great hall with fine open roof survives, altered for use as a barn.                                                 |

## Northumberland
Borge og slotte hvoraf kun lidt eller intet er tilbage inkluderer:
- Cornhill Castle
- Dally Castle
- Duddo Tower
- Elsdon Castle
- Ford Parson's Tower
- Great Tosson Tower
- Haggerston Castle
- Haltwhistle Castle
- Heiferlaw Tower
- Hepple Tower
- Hethpool Tower
- Howtel Tower
- Kyloe Tower
- Little Swinburne Tower
- Lowick Castle
- Nafferton Castle
- Overgrass Tower
- Ponteland Castle
- Simonburn Castle
- Staward Peel
- Tarset Castle
- Thornton Tower
- Twizell Castle
- Warden Castle
- Wark Castle
- Welton Hall
- West Lilburn Tower
- Widdrington Castle

| Navn                          | Type                        | Dato           | Stand                | Billede | Ejerskab / Adgang            | Noter                                                                                  |
| ----------------------------- | --------------------------- | -------------- | -------------------- | ------- | ---------------------------- | -------------------------------------------------------------------------------------- |
| Alnham Vicars Pele            | Pele tower                  | 1300-tallet    | Restaureret          |         | Privat                       | [ 271 ]                                                                                |
| Alnwick Castle                | Keep og bailey              | 11–1300-tallet | Restaureret          |         | Duke of Northumberland       | Ombygget Robert Adam og Anthony Salvin.                                                |
| Aydon Castle                  | Befæstet herregård          | 1300-tallet    | Intakt               |         | EH                           | Omdannet til landbrugsbygning 1600-tallet.                                             |
| Bamburgh Castle               | Keep og bailey              | 11–1300-tallet | Restaureret          |         | Lord Armstrong               | Ruiner i 1704. Restaureret meget i 1894–1904.                                          |
| Barmoor Castle                | Beboelsestårn               | 13–1800-tallet | Rebuilt              |         | Privat                       | 1800-tals herregård der indkorporerer resterne af en bygning fra 1300-tallet.          |
| Beaufront Castle              | Nyromantisk borg eller slot | 1836–1841      | Intakt               |         | Privat                       | 1800-tals herregård på stedet hvor et beboelsestårn fra 1400-tallet lå.                |
| Bellister Castle              | Borg eller slot             | 12–1300-tallet | Rester i fragmenter  |         | Privat                       | Ruiner adjoining a 17th-century house.                                                 |
| Belsay Castle                 | Beboelsestårn               | 1439–60        | Intakt               |         | EH                           | Later ruined building attached.                                                        |
| Berwick Castle                | Borg eller slot             | 11–1200-tallet | Rester i fragmenter  |         | EH                           | [ 279 ]                                                                                |
| Bitchfield Castle             | Pele tower                  | 1300-tallet    | Restaureret          |         | Privat                       | Incorporated in later mansion.                                                         |
| Blenkinsop Castle             | Beboelsestårn               | 1300-tallet    | Ruiner               |         | Privat                       | Incorporated into a 19th-century house.                                                |
| Bothal Castle                 | Borg eller slot             | 1300-tallet    | Rebuilt              |         | Privat                       | Storet restaureringsarbejde udført i 1800-tallet.                                      |
| Bywell Castle                 | Borg eller slot             | 1400-tallet    | Fragments            |         | Privat                       | Gatehouse survives.                                                                    |
| Callaly Castle                | Pele tower                  | 13–1400-tallet | Intakt               |         | Privat apartments            | Incorporated in later country house.                                                   |
| Cartington Castle             | Pele tower and extensions   | 13–1400-tallet | Rester i fragmenter  |         | Privat                       | [ 285 ]                                                                                |
| Chillingham Castle            | Firkantet borg              | 1344           | Intakt               |         | HH                           | Ændret i 1600-1800-tallet, restaureret efter 1982.                                     |
| Chipchase Castle              | Beboelsestårn               | 1300-tallet    | Intakt               |         | HH                           | Inkorporerer et jacobitterhus, ændret i 1700-1800-tallet.                              |
| Cocklaw Tower                 | Beboelsestårn               | 13–1400-tallet | Shell                |         | Privat, gård                 | Nær Wall.                                                                              |
| Cockle Park Tower             | Beboelsestårn               | c. 1517        | Hovedsageligt intakt |         | Newcastle University         | [ 289 ]                                                                                |
| Corbridge Vicar's Pele        | Pele tower                  | 1318           | Intakt               |         | HAL                          | Nyt tag i 1910.                                                                        |
| Coupland Castle               | Beboelsestårn               | 15–1600-tallet | Restaureret          |         | Privat                       | Senere tilføjelser.                                                                    |
| Craster Tower                 | Pele tower                  | 13–1400-tallet | Intakt               |         | Feriebeboelse                | Incorporated in later building.                                                        |
| Crawley Tower                 | Pele tower                  | 1300-tallet    | Ruiner               |         | Privat                       | En hytte blev bygget inden for murene i 1700-tallet.                                   |
| Cresswell Castle              | Pele tower                  | 1400-tallet    | Ruin                 |         |                              | 1700-tallet-parapet.                                                                   |
| Dilston Castle                | Beboelsestårn               | 1400-tallet    | Ruiner               |         | HC                           | Ændret i 16–1700-tallet, senere bygninger blev revet ned.                              |
| Dunstanburgh Castle           | Keep og bailey              | 1300-tallet    | Ruiner i fragmenter  |         | EH                           | Særlig flot beliggenhed ud til kysten.                                                 |
| Edlingham Castle              | Keep og bailey              | 1300-tallet    | Ruiner i fragmenter  |         | EH                           | [ 297 ]                                                                                |
| Elsdon Tower                  | Pele tower                  | 1500-tallet    | Intakt               |         | Privat                       | Ændret, præstebolig indtil 1960, restaureret i 1990'erne.                              |
| Embleton Tower                | Pele tower                  | 1300-tallet    | Intakt               |         | Privat                       | 1800-tals præsebolig er bygget op til.                                                 |
| Etal Castle                   | Borg eller slot             | 1300-tallet    | Ruiner i fragmenter  |         | EH                           | [ 300 ]                                                                                |
| Featherstone Castle           | Borg eller slot             | 1300-tallet    | Intakt               |         | Privat                       | 13-tals tårn, yderligere tre tårne blev tilføjet i 17–1800-tallet.                     |
| Ford Castle                   | Firkantet borg              | 1300-tallet    | Hovedsageligt intakt |         | Privat                       | Omdannet til herregård i 1600-tallet.                                                  |
| Halton Castle                 | Beboelsestårn               | 12–1300-tallet | Intakt               |         | Privat                       | Tilstødende hus senere tilføjet.                                                       |
| Harbottle Castle              | Keep og bailey              | 11–1300-tallet | Ruiner i fragmenter  |         | Northumberland National Park | Erobret af Robert Bruce in 1318.                                                       |
| Haughton Castle               | Beboelsestårn               | 12–1300-tallet | Restaureret          |         | Privat                       | Ændret i 17–1800-tallet.                                                               |
| Hexham Moot Hall and Old Gaol | Fortified towers            | 13–1400-tallet | Intakt               |         | HM                           | Probably once connected by bailey wall, AD1415 list of castles has "Turris de Hexham". |
| Horsley Tower, Longhorsley    | Pele tower                  | 1500-tallet    | Intakt               |         | Privat                       | [ 308 ]                                                                                |
| Langley Castle                | Beboelsestårn               | c. 1350        | Restaureret          |         | Hotel                        | Restaureret i 1890'erne.                                                               |
| Lemmington Hall               | Beboelsestårn               | 1400-tallet    | Restaureret          |         | Wedding venue                | Incorporated in later house.                                                           |
| Lindisfarne Castle            | Artillerifort               | 1500-tallet    | Restaureret          |         | ENT                          | Remodelled by Edwin Lutyens 1901.                                                      |
| Mitford Castle                | Keep og bailey              | 10–1200-tallet | Ruiner i fragmenter  |         | HC                           | [ 312 ]                                                                                |
| Morpeth Castle                | Borg eller slot             | 1342–9         | Fragments            |         | Landmark Trust               | Only gatehouse and a section of wall remain.                                           |
| Norham Castle                 | Keep og bailey              | 1100-tallet    | Ruiner               |         | EH                           | Keep Omdannet i 1422–25, partly rebuilt in 1513–15.                                    |
| Preston Tower, Ellingham      | Pele tower                  | c. 1400        | Fragment             |         | HC                           | South wall remains, with two of the original four turrets.                             |
| Prior Castell's Tower         | Beboelsestårn               | 14–1500-tallet | Hovedsageligt intakt |         | ENT                          | [ 316 ]                                                                                |
| Prudhoe Castle                | Borg eller slot             | 11–1300-tallet | Ruiner               |         | EH                           | [ 317 ]                                                                                |
| Shilbottle Tower              | Pele tower                  | 1400-tallet    | Restaureret          |         | Privat                       | Incorporated into a vicarage.                                                          |
| Shortflatt Tower              | Pele tower                  | 13–1400-tallet | Restaureret          |         | Wedding venue                | Incorporated in later house.                                                           |
| Thirlwall Castle              | Beboelsestårn               | 1300-tallet    | Ruiner i fragmenter  |         | Northumberland National Park | Built with stone from Hadrian's Wall.                                                  |
| Warkworth Castle              | Keep og bailey              | 11–1300-tallet | Ruiner               |         | EH                           | [ 321 ]                                                                                |
| Whittingham Tower             | Pele tower                  | 12–1300-tallet | Restaureret          |         | Privat                       | Converted for use as almshouses in 1845.                                               |
| Whitton Tower                 | Pele tower                  | c. 1386        | Intakt               |         | Feriebeboelse                | Near Rothbury, well-preserved.                                                         |
| Willimoteswick Castle         | Befæstet herregård          | 1500-tallet    | Ruiner               |         | Privat, farm                 | Incorporates remains of earlier building, largely rebuilt in 1900.                     |

## North Yorkshire
Borge og slotte, hvor kun rester findes inkluderer:
- Acklam Motte
- Burton in Lonsdale Castle
- Buttercrambe Castle
- Carlton Castle
- Castle Levington
- Duffield Castle
- Guisborough Castle
- Harsley Castle
- Howe Hill (Yafforth)
- Hunmanby Castle
- Killerby Castle
- Kilton Castle
- Kirkby Fleetham Castle
- Kyme Castle
- Lythe Castle
- Malton Castle
- Saxton Castle
- Sigston Castle
- Slingsby Castle
- Tadcaster Castle
- Topcliffe Castle
- Upsall Castle

| Navn                    | Type                        | Dato           | Stand               | Billede | Ejerskab / Adgang              | Noter                                                                                  |
| ----------------------- | --------------------------- | -------------- | ------------------- | ------- | ------------------------------ | -------------------------------------------------------------------------------------- |
| Ayton Castle            | Borg eller slot             | 12–1300-tallet | Fragment            |         | Local authority                | [ 325 ]                                                                                |
| Barden Tower            | Borg eller slot             | 1400-tallet    | Ruiner              |         | HC                             | [ 326 ]                                                                                |
| Bolton Castle           | Firkantet borg              | 1300-tallet    | Ruiner              |         | HC                             | Belejret og ødelagt under den engelske borgerkrig.                                     |
| Cawood Castle           | Firkantet borg              | 1374–88        | Fragments           |         | Landmark Trust                 | Stort set nedrevet i 1750, porthuset er bevaret.                                       |
| Clifford's Tower        | Keep                        | 1200-tallet    | Restaureret         |         | EH                             | Reduceret i højden i 1596.                                                             |
| Crayke Castle           | Beboelsestårn               | 1400-tallet    | Restaureret         |         | Privat                         | Tilføjelser og ændringer i 1700- og 1800-tallet.                                       |
| Danby Castle            | Firkantet borg              | 1300-tallet    | Ruiner i fragmenter |         | Privat, gård                   | Delvist brugt som gårdbygninger.                                                       |
| Gilling Castle          | Beboelsestårn               | 1300-tallet    | Intakt              |         | St. Martin's Ampleforth School | Tilføjelser og ændringer i 1500- og 1700-tallet.                                       |
| Hazlewood Castle        | Borg eller slot             | 12–1700-tallet | Rebuilt             |         | Hotel                          | Ændret i 1700- og 1900-tallet, tidligere tilflugtssted for karmeliterordenen.          |
| Hellifield Peel         | Beboelsestårn               | 13–1400-tallet | Restaureret         |         | Hotel                          | Restaureret 2005.                                                                      |
| Helmsley Castle         | Borg eller slot             | 11–1200-tallet | Ruiner i fragmenter |         | EH                             | Voldsomt ødelagt i 1645.                                                               |
| Hornby Castle           | Courtyard castle            | 13–1400-tallet | Restaureret         |         | Privat                         | Ombygget til et country house af John Carr, 1700-tallet.                               |
| Knaresborough Castle    | Keep og bailey              | 11–1300-tallet | Ruiner i fragmenter |         | Duchy of Lancaster             | [ 337 ]                                                                                |
| Marmion Tower           | Befæstet herregård          | 1400-tallet    | Fragment            |         | EH                             | Overlevende portbygning fra Tanfield Castle.                                           |
| Middleham Castle        | Keep og bailey              | 11–1300-tallet | Ruiner              |         | EH                             | [ 339 ]                                                                                |
| (gamle) Mulgrave Castle | Enclosure castle            | 11–1200-tallet | Ruiner i fragmenter |         | Marquess of Normanby           | Erstattet i 1700- og 1800-tallet af en befæstet herregård kaldet Mulgrave Castle.      |
| Nappa Hall              | Befæstet herregård          | 1459           | Intakt              |         | Privat                         | Udbygget i 1600-tallet, siden er kun lidt ændret.                                      |
| Pickering Castle        | Keep og bailey              | 11–1300-tallet | Ruiner              |         | EH                             | [ 342 ]                                                                                |
| Ravensworth Castle      | Borg eller slot             | 1300-tallet    | Rester i fragmenter |         | Privat                         | [ 343 ]                                                                                |
| Richmond Castle         | Keep og bailey              | 10–1300-tallet | Ruiner              |         | EH                             | Keep på omkring 30 meter.                                                              |
| Ripley Castle           | Beboelsestårn               | 14–1500-tallet | Rebuilt             |         | HH                             | Uvidet i 1783–36 i nygotisk stil.                                                      |
| Scarborough Castle      | Keep og bailey              | 11–1200-tallet | Ruiner              |         | EH                             | [ 346 ]                                                                                |
| Sheriff Hutton Castle   | Firkantet borg              | 1382           | Ruiner i fragmenter |         | Privat                         | [ 347 ]                                                                                |
| Skelton Castle          | Castellated house           | 12–1800-tallet | Intakt              |         | Privat                         | Country house fra 1600- til 1800-tallet inkorporerer dele af den middelalderlige borg. |
| Skipton Castle          | Borg eller slot             | 11–1600-tallet | Restaureret         |         | HH                             | Delvist nedrevet i 1649, genopbygget 1657–58.                                          |
| Snape Castle            | Borg eller slot             | 14–1700-tallet | Delvist i ruiner    |         | Privat                         | Mestendels rekonstrueret i 1600-tallet.                                                |
| South Cowton Castle     | Beboelsestårn               | 1400-tallet    | Restaureret         |         | Privat                         | Ændret i 1800-tallet, gård.                                                            |
| Spofforth Castle        | Befæstet herregård          | 12–1400-tallet | Ruiner i fragmenter |         | EH                             | [ 352 ]                                                                                |
| Whorlton Castle         | Borg eller slot             | 13–1500-tallet | Ruiner i fragmenter |         | HC                             | Rester af et porthus.                                                                  |
| Wilton Castle           | Nyromantisk borg eller slot | c. 1810        | Intakt              |         | Privat apartments              | Af Smirke på stedet hvor en middelalderlig borg stod.                                  |

## Nottinghamshire
Borge og slotte, hvor kun rester findes inkluderer:
- Annesley Castle
- Aslockton Castle
- Bothamsall Castle
- Cuckney Castle
- Egmanton Castle
- Greasley Castle
- Laxton Castle
- Lowdham Castle
- Worksop Castle

| Navn                    | Type            | Dato           | Stand               | Billede | Ejerskab / Adgang         | Noter |
| ----------------------- | --------------- | -------------- | ------------------- | ------- | ------------------------- | --- |
| Halloughton Manor House | Pele tower      | 1300-tallet    | Intakt              |         | Privat                    | Bygget sammen med en senere bygning.                                                                                  |
| Newark Castle           | Borg eller slot | 11–1300-tallet | Ruiner              |         | / Newark District Council | Porthus og dele af ringmuren og et tårn er bevaret.                                                                   |
| Nottingham Castle       | Keep og bailey  | 11–1200-tallet | Rester i fragmenter |         | Nottingham City Council   | Revet ned i 1651, senere opført herregård ovenpå. Et porthus fra 1300-tallet er bevaret skønt det er renoveret meget. |

## Oxfordshire
Borge og slotte hvoraf kun lidt eller intet er tilbage inkluderer:
- Ardley Castle
- Ascot d'Oilly Castle
- Ascott Earl Castle
- Banbury Castle
- Beaumont Castle
- Brightwell Castle
- Chipping Norton Castle
- Deddington Castle
- Faringdon Castle
- FitzHarris Castle
- Hinton Waldrist Castle
- Radcot Castle
- South Moreton Castle
- Swerford Castle

| Navn                     | Type               | Dato           | Stand               | Billede | Ejerskab / Adgang | Noter                                                                           |
| ------------------------ | ------------------ | -------------- | ------------------- | ------- | ----------------- | ------------------------------------------------------------------------------- |
| Bampton Castle           | Firkantet borg     | c. 1315        | Fragment            |         | Privat            | Dele af portbygningen og ringmuren er bevaret i et senere hus, Ham Court.       |
| Broughton Castle         | Befæstet herregård | 13–1400-tallet | Intakt              |         | HH                | Omdannet i 14- til 1700-tallet.                                                 |
| Hanwell Castle           | Castellated house  | 14–1500-tallet | Fragment            |         | Privat            | Large surviving tower of unfortified building.                                  |
| Oxford Castle            | Motte and bailey   | 10–1100-tallet | Fragment            |         | Hotel             | Motte and the unusual, possibly Saxon, St. George's Tower.                      |
| Rotherfield Greys Castle | Befæstet herregård | 1300-tallet    | Fragment            |         | ENT               | Towers and section of wall survive, close to Greys Court.                       |
| Shirburn Castle          | Firkantet borg     | c. 1378        | Rebuilt             |         | Privat            | Originally stone, largely rebuilt in brick c. 1720, Omdannet i the 1800-tallet. |
| Wallingford Castle       | Motte and bailey   | 10–1200-tallet | Rester i fragmenter |         | HC                | Ødelagt i 1652, omfattende jordvolde er bevaret.                                |

## Rutland
Borge og slotte hvoraf kun lidt eller intet er tilbage inkluderer:
- Burley Castle
- Essendine Castle
- Uppingham Castle
- Woodhead Castle

| Navn          | Type             | Dato           | Stand    | Billede | Ejerskab / Adgang        | Noter                                                    |
| ------------- | ---------------- | -------------- | -------- | ------- | ------------------------ | -------------------------------------------------------- |
| Oakham Castle | Motte and bailey | 11–1200-tallet | Fragment |         | / Rutland County Council | Storsal med midtergang bygget i 1180–1190 og er bevaret. |

## Shropshire
Borge og slotte hvor kun jordvolde eller rester er bevaret inkluderer:
- Apley Castle
- Belan Bank (Kinnerley)
- Bishop's Castle
- Bryn Amlwg Castle
- Buckhurst Castle
- Bucknell Castle
- Caus Castle
- Charlton Castle
- Cleobury Castle
- Clungunford Castle
- Colebatch Castle
- Corfham Castle
- Ellesmere Castle
- Fordhall castle
- Hodnet Castle
- Holdgate Castle
- Knockin Castle
- Lea Castle
- Little Ness Castle
- Middlehope Castle
- Minton Castle
- Myddle Castle
- Oswestry Castle
- Pulverbatch Castle
- Rushbury Castle
- Ruyton-XI-Towns Castle
- Shrawardine Castle
- Stapleton Castle
- Wem Castle
- Soulton Castle
- The Beacon (Bretchel)
- Tong Castle
- Tyrley Castle
- West Felton Castle
- Wilcott Castle
- Wollaston Castle
- Yockleton Castle

| Navn                    | Type                        | Dato           | Stand                | Billede | Ejerskab / Adgang  | Noter                                                                 |
| ----------------------- | --------------------------- | -------------- | -------------------- | ------- | ------------------ | --------------------------------------------------------------------- |
| Acton Burnell Castle    | Befæstet herregård          | 1200-tallet    | Ruiner               |         | EH                 | Skal, brugt som lade i 1700-tallet.                                   |
| Alberbury Castle        | Borg eller slot             | 1200-tallet    | Rester i fragmenter  |         | HAL                | [ 367 ]                                                               |
| Bridgnorth Castle       | Keep og bailey              | 1100-tallet    | Rester i fragmenter  |         | HC                 | Ødelagt i 1645.                                                       |
| Broncroft Castle        | Befæstet herregård          | 1300-tallet    | Intakt               |         | Privat             | Renoveret i 1800-tallet.                                              |
| Cheney Longville Castle | Befæstet herregård          | 13–1600-tallet | Part habitable       |         | Privat             | Building At Risk.                                                     |
| Clun Castle             | Keep og bailey              | 1200-tallet    | Rester i fragmenter  |         | EH                 | Ruiner of keep built onto side of motte.                              |
| Hopton Castle           | Keep og bailey              | 1300-tallet    | Ruiner               |         | HC                 | [ 372 ]                                                               |
| Ludlow Castle           | Keep og bailey              | 10–1300-tallet | Ruiner               |         | Jarl af Powis      | En af de store walisiske grænseborge.                                 |
| Moreton Corbet Castle   | Keep                        | 1100-tallet    | Rester i fragmenter  |         | EH                 | Ligger op til en bygning fra 1500-tallet.                             |
| Quatford Castle         | Nyromantisk borg eller slot | c. 1830        | Intakt               |         | Privat             | Der findes jordvolde nær ved fra den middelalderlige Quatford Castle. |
| Red Castle              | Borg eller slot             | 1200-tallet    | Rester i fragmenter. |         | HC                 | Overgroet, ligger i landskabshaven Hawkstone Park. Building At Risk.  |
| Rowton Castle           | Folly-borg                  | 17–1800-tallet | Intakt               |         | Hotel              | En middelalderborg, ombygget i 1809–12 af George Wyatt.               |
| Shrewsbury Castle       | Borg eller slot             | 1100-tallet    | Rebuilt              |         | Shropshire Council | Restaureret og overvåget i 1642, ændret ca 1790 af Telford.           |
| Stokesay Castle         | Befæstet herregård          | 12–1300-tallet | Intakt               |         | EH                 | Restaureret i 1800-tallet.                                            |
| Wattlesborough Castle   | Borg eller slot             | 12–1300-tallet | Fragment             |         | Privat             | Nær Rowton, keep/tårn er bevaret, ligger op til Wattlesborough Hall.  |
| Whittington Castle      | Keep og bailey              | 11–1200-tallet | Fragments            |         | Local community    | Portbygning er bevaret.                                               |

## Somerset
Borge og slotte hvor kun jordvolde eller rester er bevaret inkluderer::
- Ballands Castle
- Bridgwater Castle
- Bury Castle
- Cary Castle
- Castle Batch (Worle)
- Castle Neroche
- Cockroad Wood Castle
- Crewkerne Castle
- Culverhay Castle
- Fenny Castle
- Montacute Castle
- Richmont Castle
- Stowey Castle
- Wimble Toot Castle

| Navn                       | Type                        | Dato           | Stand                | Billede | Ejerskab / Adgang   | Noter |
| -------------------------- | --------------------------- | -------------- | -------------------- | ------- | ------------------- | --- |
| Banwell Castle             | Nyromantisk borg eller slot | c. 1848        | Intakt               |         | Restaurant          | Ukendt arkitekt.                                                                                               |
| Beckington Castle          |                             | 1600-tallet    | Rebuilt              |         | Company HQ          | Middelalderdele er inkorporeret i senere bygning.                                                              |
| Dunster Castle             | Borg eller slot             | 12–1800-tallet | Rebuilt              |         | ENT                 | Eksisterende hus dateres for en stor dels vedkommende til omkring 1571 med ændringer fra 1700- og 1800-tallet. |
| Farleigh Hungerford Castle | Enclosure castle            | 13–1400-tallet | Ruiner               |         | EH                  | På en høj med udsigt til floden Frome.                                                                         |
| Newton St Loe Castle       | Befæstet herregård          | 1300-tallet    | Fragment             |         | Bath Spa University | Stort tårn og portbygning, ændret i 15–1600-tallet.                                                            |
| Nunney Castle              | Firkantet borg              | 1373           | Ruiner               |         | EH                  | Tårnene havde oprindeligt koniske tage, nordmure kollapsede 1910.                                              |
| Stogursey Castle           | Motte and bailey            | 10–1100-tallet | Rester i fragmenter  |         | Landmark Trust      | 17th-century house built within the remains of the castle.                                                     |
| Sutton Court               | Befæstet herregård          | 13–1400-tallet | Fragment             |         | Privat apartments   | Short length of embattled wall and a tower survive, incorporated in large house, restored in the 1800-tallet.  |
| Taunton Castle             | Skalkeep                    | 1200-tallet    | Restaureret          |         | HM                  | Now houses the Museum of Somerset, Borg eller slot Hotel incorporates remains of an outer gatehouse.           |
| Walton Castle              | Folly-borg                  | 1615–20        | Restaureret          |         | Privat              | Restaureret as private house 1900-tallet.                                                                      |
| Wells Bishop's Palace      | Fortified palace            | 12–1400-tallet | Hovedsageligt intakt |         | Church of England   | Adjacent to cathedral, residence of the Bishop of Bath and Wells.                                              |

## South Yorkshire
Borge og slotte som kun eksisterer som jordvolde, fragmenter eller intet er bevaret:
- Bradfield Castle (Bailey Hill)
- Doncaster Castle
- Hangthwaite Castle
- Kimberworth Castle
- Laughton Castle
- Mexborough Castle
- Sheffield Castle
- Manor Castle
- Thorne Castle

| Navn               | Type             | Dato           | Stand               | Billede | Ejerskab / Adgang  | Noter |
| ------------------ | ---------------- | -------------- | ------------------- | ------- | ------------------ | --- |
| Conisbrough Castle | Keep og bailey   | 1100-tallet    | Ruiner              |         | EH                 | Cylindrisk keep. Borgen stod i ruiner inden den engelske borgerkrig og blev derfor ikke ødelagt i denne periode. |
| Tickhill Castle    | Motte and bailey | 10–1300-tallet | Rester i fragmenter |         | Duchy of Lancaster | Portbygning i ruiner. Dele af ringmuren består.                                                                  |

## Staffordshire
Borge og slotte hvoraf kun lidt eller intet er tilbage inkluderer:
- Audley Castle
- Heighley Castle

| Navn              | Type             | Dato           | Stand                | Billede | Ejerskab / Adgang          | Noter                                                                            |
| ----------------- | ---------------- | -------------- | -------------------- | ------- | -------------------------- | -------------------------------------------------------------------------------- |
| Alton Castle      | Borg eller slot  | 11–1200-tallet | Rester i fragmenter  |         | Youth centre               | Cliff-top position, site partly occupied by a 19th-century building.             |
| Caverswall Castle | Enclosure castle | c. 1275        | Hovedsageligt intakt |         | Privat                     | Moated, walls and towers reduced in height, a 17th-century mansion built within. |
| Chartley Castle   | Motte and bailey | 10–1200-tallet | Rester i fragmenter  |         | Privat                     | Ændret i 1200-tallet til at danne en lukket borg. Forladt i 1485.                |
| Eccleshall Castle | Borg eller slot  | 1300-tallet    | Rester i fragmenter  |         | Privat                     | Resterne er delvist inkorporeret i et hus fra ca 1695. Genopført i 1800-tallet.  |
| Stafford Castle   | Motte and bailey | 10–1100-tallet | Earthworks           |         | / Stafford Borough Council | Middelalderligt keep delvist genopført i 1800-tallet, derefter delvist nedrevet. |
| Stourton Castle   | Borg eller slot  | 13–1400-tallet | Fragment             |         | Privat                     | Rester inkorporeret i senere bygninger.                                          |
| Tamworth Castle   | Skalkeep         | 10–1200-tallet | Rebuilt              |         | Local authority            | En stor del blev genopført i 1500- til 1700-tallet.                              |
| Tutbury Castle    | Motte and bailey | 11–1400-tallet | Ruiner i fragmenter  |         | HC                         | Ødeagt i 1647–48. En folly fra 1800-tallet står på motten.                       |

## Suffolk
Borge og slotte som kun eksisterer som jordvolde, fragmenter eller intet er bevaret:
- Denham Castle
- Freckenham Castle
- Great Ashfield Castle
- Haughley Castle
- Ipswich Castle
- Lidgate Castle
- Milden Castle

| Navn               | Type               | Dato           | Stand               | Billede | Ejerskab / Adgang     | Noter                                                                                    |
| ------------------ | ------------------ | -------------- | ------------------- | ------- | --------------------- | ---------------------------------------------------------------------------------------- |
| Bungay Castle      | Keep og bailey     | 11–1200-tallet | Rester i fragmenter |         | / Bungay Castle Trust | Abandoned c. 1365.                                                                       |
| Clare Castle       | Motte and bailey   | 1000-tallet    | Rester i fragmenter |         | HC                    | Motte 53 ft (16 m) high.                                                                 |
| Eye Castle         | Motte and bailey   | 1000-tallet    | Rester i fragmenter |         | HC                    | Motte over 40 ft (12 m) high.                                                            |
| Framlingham Castle | Enclosure castle   | 1100-tallet    | Ruiner              |         | EH                    | Used as a poor house in the 17–19th centuries.                                           |
| Mettingham Castle  | Befæstet herregård | c. 1342        | Rester i fragmenter |         | Privat                | Gatehouse survives.                                                                      |
| Orford Castle      | Keep               | 1165–73        | Intakt              |         | EH                    | Unique polygonal keep survives.                                                          |
| Wingfield Castle   | Borg eller slot    | c. 1385        | Fragment            |         | Privat                | South curtain wall, gatehouse and east drawbridge survive, with a 16–17th-century house. |

## Surrey
Borge og slotte hvor kun rester findes inkluderer:
- Abinger Castle
- Betchworth Castle
- Bletchingley Castle
- Cranleigh Castle (Broomhall Copse)
- Reigate Castle
- Starborough Castle
- Thunderfield Castle
- Walton-on-the-Hill Castle

| Navn             | Type           | Dato           | Stand                | Billede | Ejerskab / Adgang | Noter                                                                                           |
| ---------------- | -------------- | -------------- | -------------------- | ------- | ----------------- | ----------------------------------------------------------------------------------------------- |
| Farnham Castle   | Keep og bailey | 1100-tallet    | Hovedsageligt intakt |         | EH                | Skalkeep erstattede et tidligere keep, der er delvist begravet. Delvist ombygget i 1600-tallet. |
| Guildford Castle | Keep og bailey | 11–1200-tallet | Ruiner               |         | Local authority   | Keepet er bevaret. Det har været uden tag siden 1600-tallet.                                    |

## Tyne and Wear
Borge og slotte hvor kun rester findes inkluderer:
- Burradon Tower
- Heaton Castle

| Navn               | Type               | Dato           | Stand       | Billede | Ejerskab / Adgang        | Noter                                                                                    |
| ------------------ | ------------------ | -------------- | ----------- | ------- | ------------------------ | ---------------------------------------------------------------------------------------- |
| Hylton Castle      | Beboelsestårn      | c. 1400        | Ruiner      |         | EH                       | Large gatehouse tower, incorporated into an 18th-century house, since demolished.        |
| Newcastle Castle   | Keep og bailey     | 1172–77        | Restaureret |         | / Newcastle City Council | Keep and gatehouse survive.                                                              |
| Old Hollinside     | Befæstet herregård | 1200-tallet    | Ruiner      |         |                          | On slope overlooking River Derwent.                                                      |
| Ravensworth Castle | Firkantet borg     | 13–1800-tallet | Ruiner      |         | Privat                   | Two towers of medieval castle survive, amidst ruins of later building. Building At Risk. |
| Tynemouth Castle   | Enclosure castle   | 12–1300-tallet | Ruiner      |         | EH                       | Built to enclose and protect the priory, modified as artillery castle 1500-tallet.       |

## Warwickshire
Borge og slotte hvor kun jordvolde eller rester er bevaret inkluderer:
- Baginton Castle
- Beaudesert Castle
- Brailes Castle
- Brandon Castle
- Brinklow Castle
- Caludon Castle
- Fillongley Castle
- Hartshill Castle
- Halford Castle
- King John's Castle
- Kingsbury Hall
- Ratley Castle
- Seckington Castle
- Studley Old Castle

| Navn              | Type               | Dato           | Stand                | Billede | Ejerskab / Adgang | Noter |
| ----------------- | ------------------ | -------------- | -------------------- | ------- | ----------------- | --- |
| Astley Castle     | Befæstet herregård | 12–1300-tallet | Shell                |         | Landmark Trust    | Ændret i 1400- til 1800-tallet. Hotel inden en brand i 1978. Moderne beboelse er blevet konstrueret inde i skallen. Vinder af Stirling Prize 2013. |
| Kenilworth Castle | Keep og bailey     | 11–1300-tallet | Ruiner               |         | EH                | Ændret i 1500-tallet, ødelagt i 1650. |
| Maxstoke Castle   | Firkantet borg     | 13–1400-tallet | Hovedsageligt intakt |         | NGS               | Voldgrave. Husbygninger fra 1400- til 1800-tallet med ringmur.                                                                                     |
| Warwick Castle    | Borg eller slot    | 12–1400-tallet | Intakt               |         | HH                | Guy's Tower står ca. 39 meter høj. Beboelsesblok fra 1600-tallet. Omdannet af Anthony Salvin after fire.                                           |

## West Midlands
Borge og slotte hvoraf kun lidt eller intet er tilbage inkluderer:
- Bromwich Castle
- Coventry Castle
- Weoley Castle

| Navn          | Type           | Dato           | Stand  | Billede | Ejerskab / Adgang | Noter |
| ------------- | -------------- | -------------- | ------ | ------- | ----------------- | --- |
| Dudley Castle | Keep og bailey | 12–1300-tallet | Ruiner |         | Dudley Zoo        | Slighted in 1647, then rebuilt and inhabited until destroyed by fire in 1750, partly restored in the 1800-tallet. |

## West Sussex
Borge og slotte hvoraf kun lidt eller intet er tilbage inkluderer:
- Chichester Castle
- Midhurst Castle
- Pulborough Castle
- Sedgwick Castle

| Navn               | Type               | Dato           | Stand               | Billede | Ejerskab / Adgang | Noter                                                                                        |
| ------------------ | ------------------ | -------------- | ------------------- | ------- | ----------------- | -------------------------------------------------------------------------------------------- |
| Amberley Castle    | Borg eller slot    | 1377–82        | Partly habitable    |         | Hotel             | Omdannet i the 1500-tallet and later, incorporates a 12th-century manor, working portcullis. |
| Arundel Castle     | Keep og bailey     | 11–1200-tallet | Heavily restored    |         | Duke of Norfolk   | Omdannet i 1791–1815 and 1890–1903.                                                          |
| Bramber Castle     | Keep og bailey     | 10–1100-tallet | Rester i fragmenter |         | EH                | Commanding position, earthworks and fragment of wall remain.                                 |
| Halnaker House     | Befæstet herregård | 12–1300-tallet | Ruiner              |         | Privat            | Altered in the 1700-tallet, fell into ruin 1880s, replaced by later house of same name.      |
| (Old) Knepp Castle | Keep and motte     | 1214           | Ruiner              |         | Privat            | 11th century motte, with keep added in 1214. Mostly demolished in 1726.                      |

## West Yorkshire
Borge og slotte som kun eksisterer som jordvolde, fragmenter eller intet er bevaret:
- Almondbury Castle
- Bardsey Castle
- Barwick-in-Elmet Castle
- Sowerby Castle
- Wakefield Castle
- Wetherby Castle

| Navn              | Type             | Dato           | Stand               | Billede | Ejerskab / Adgang | Noter                                                                                 |
| ----------------- | ---------------- | -------------- | ------------------- | ------- | ----------------- | ------------------------------------------------------------------------------------- |
| Dobroyd Castle    | Folly-borg       | 1866–9         | Intakt              |         | Activity centre   | By John Gibson.                                                                       |
| Harewood Castle   | Beboelsestårn    | 1300-tallet    | Ruiner              |         | Privat            | Shell of tower, substantially intact, within Harewood House estate.                   |
| Pontefract Castle | Enclosure castle | 11–1200-tallet | Rester i fragmenter |         | Local authority   | Royal castle, withstood three sieges during English Civil War, afterwards dismantled. |
| Sandal Castle     | Motte and bailey | 1100-tallet    | Rester i fragmenter |         | HC                | Well-preserved earthworks, excavated site with visitor centre.                        |

## Wiltshire
Borge og slotte hvoraf kun lidt eller intet er tilbage inkluderer:
- Ashton Keynes Castle
- Bincknoll Castle
- Castle Combe Castle
- Castle Orchard
- Lewisham Castle
- Malmesbury Castle
- Marlborough Castle
- Mere Castle
- Norwood Castle
- Sherrington Castle
- Stapleford Castle

| Navn               | Type                        | Dato           | Stand               | Billede | Ejerskab / Adgang   | Noter                                                                                             |
| ------------------ | --------------------------- | -------------- | ------------------- | ------- | ------------------- | ------------------------------------------------------------------------------------------------- |
| Devizes Castle     | Nyromantisk borg eller slot | 1800-tallet    | Intakt              |         | Private lejligheder | Den nuværende bygning blev påbegyndt i 1862 på samme sted, hvor der lå en vigtig middelalderborg. |
| Longford Castle    | Folly-borg                  | 1591           | Intakt              |         | Jarl af Radnor      | Omdannet i the 1700-tallet.                                                                       |
| Ludgershall Castle | Ringwork                    | 10–1200-tallet | Rester i fragmenter |         | EH                  | Rester af et tårn og stor jordvolde.                                                              |
| Old Sarum Castle   | Motte and bailey            | 10–1200-tallet | Rester i fragmenter |         | EH                  | Oven på et voldsted fra jernalderen.                                                              |
| Old Wardour Castle | Borg eller slot             | c. 1393        | Ruiner              |         | EH                  | Omdannet i 1500- og 1600-tallet. Erstattet af Palladian bygning kendt som New Wardour Castle.     |

## Worcestershire
Borge hvoraf kun jordvolde er bevaret:
- Castlemorton Castle
- Elmley Castle
- Hanley Castle
- Homme Castle
- Inkberrow Castle
- Leigh Castle
- Tenbury Wells Castle

| Navn              | Type               | Dato           | Stand    | Billede | Ejerskab / Adgang | Noter |
| ----------------- | ------------------ | -------------- | -------- | ------- | ----------------- | --- |
| Caldwall Castle   | Befæstet herregård | 14–1500-tallet | Fragment |         | Privat            | Single surviving tower, in Kidderminster, Caldwall or Caldwell.                                                                                           |
| Hartlebury Castle | Befæstet herregård | 1400-tallet    | Rebuilt  |         | Church of England | Rester fra 1400-tallet er inkorporeret i senere bygninger. Residens for biskoppen af Worcester indtil 2007. I dag huser det Worcestershire County Museum. |
| Holt Castle       | Borg eller slot    | 13–1800-tallet | Intakt   |         | Bryllupssted      | Middelalderligt tårn inkorporeret i senere bygninger. |
| Worcester Castle  | Borg eller slot    | 12–1300-tallet | Fragment |         | Church of England | Edgar Tower, nu indgang til College Green, rester af brogens porthus kan være inkorporeret.                                                               |